# Llista d'asteroides (268001-269000)
Llista d'asteroides del 268.001 al 269.000, amb data de descoberta i descobridor. És un fragment de la llista d'asteroides completa. Als asteroides se'ls dona un número quan es confirma la seva òrbita, per tant apareixen llistats aproximadament segons la data de descobriment.

## 268001-268100
| Nom    | Designació provisional | Data de descobriment   | Lloc de descobriment | Descobridor/s        |
| ------ | ---------------------- | ---------------------- | -------------------- | -------------------- |
| 268001 | 2004 JQ14              | 9 de maig de 2004      | Kitt Peak            | Spacewatch           |
| 268002 | 2004 JY15              | 10 de maig de 2004     | Palomar              | NEAT                 |
| 268003 | 2004 JQ23              | 13 de maig de 2004     | Palomar              | NEAT                 |
| 268004 | 2004 JH24              | 15 de maig de 2004     | Socorro              | LINEAR               |
| 268005 | 2004 JT28              | 13 de maig de 2004     | Anderson Mesa        | LONEOS               |
| 268006 | 2004 JU29              | 15 de maig de 2004     | Socorro              | LINEAR               |
| 268007 | 2004 JJ41              | 15 de maig de 2004     | Socorro              | LINEAR               |
| 268008 | 2004 JK41              | 15 de maig de 2004     | Socorro              | LINEAR               |
| 268009 | 2004 JV48              | 13 de maig de 2004     | Anderson Mesa        | LONEOS               |
| 268010 | 2004 KH4               | 16 de maig de 2004     | Siding Spring        | Siding Spring Survey |
| 268011 | 2004 KX5               | 17 de maig de 2004     | Socorro              | LINEAR               |
| 268012 | 2004 LL                | 6 de juny de 2004      | Palomar              | NEAT                 |
| 268013 | 2004 MF7               | 24 de juny de 2004     | Campo Imperatore     | CINEOS               |
| 268014 | 2004 NR                | 6 de juliol de 2004    | Campo Imperatore     | CINEOS               |
| 268015 | 2004 NR7               | 14 de juliol de 2004   | Socorro              | LINEAR               |
| 268016 | 2004 NC8               | 11 de juliol de 2004   | Socorro              | LINEAR               |
| 268017 | 2004 NO10              | 9 de juliol de 2004    | Socorro              | LINEAR               |
| 268018 | 2004 NU12              | 11 de juliol de 2004   | Socorro              | LINEAR               |
| 268019 | 2004 NC15              | 11 de juliol de 2004   | Socorro              | LINEAR               |
| 268020 | 2004 NV21              | 15 de juliol de 2004   | Socorro              | LINEAR               |
| 268021 | 2004 NU24              | 15 de juliol de 2004   | Socorro              | LINEAR               |
| 268022 | 2004 NL26              | 11 de juliol de 2004   | Socorro              | LINEAR               |
| 268023 | 2004 NA28              | 11 de juliol de 2004   | Socorro              | LINEAR               |
| 268024 | 2004 NP30              | 9 de juliol de 2004    | Anderson Mesa        | LONEOS               |
| 268025 | 2004 NS32              | 15 de juliol de 2004   | Socorro              | LINEAR               |
| 268026 | 2004 NF33              | 12 de juliol de 2004   | Palomar              | NEAT                 |
| 268027 | 2004 OJ5               | 16 de juliol de 2004   | Socorro              | LINEAR               |
| 268028 | 2004 OD11              | 25 de juliol de 2004   | Anderson Mesa        | LONEOS               |
| 268029 | 2004 PB5               | 6 d'agost de 2004      | Palomar              | NEAT                 |
| 268030 | 2004 PE9               | 6 d'agost de 2004      | Palomar              | NEAT                 |
| 268031 | 2004 PL13              | 7 d'agost de 2004      | Palomar              | NEAT                 |
| 268032 | 2004 PL16              | 7 d'agost de 2004      | Palomar              | NEAT                 |
| 268033 | 2004 PT19              | 8 d'agost de 2004      | Anderson Mesa        | LONEOS               |
| 268034 | 2004 PQ36              | 9 d'agost de 2004      | Socorro              | LINEAR               |
| 268035 | 2004 PF40              | 9 d'agost de 2004      | Socorro              | LINEAR               |
| 268036 | 2004 PS68              | 7 d'agost de 2004      | Campo Imperatore     | CINEOS               |
| 268037 | 2004 PL75              | 8 d'agost de 2004      | Anderson Mesa        | LONEOS               |
| 268038 | 2004 PZ88              | 8 d'agost de 2004      | Anderson Mesa        | LONEOS               |
| 268039 | 2004 PD91              | 11 d'agost de 2004     | Socorro              | LINEAR               |
| 268040 | 2004 PJ94              | 10 d'agost de 2004     | Socorro              | LINEAR               |
| 268041 | 2004 PY105             | 15 d'agost de 2004     | Siding Spring        | Siding Spring Survey |
| 268042 | 2004 QX                | 16 d'agost de 2004     | Palomar              | NEAT                 |
| 268043 | 2004 QM3               | 17 d'agost de 2004     | Socorro              | LINEAR               |
| 268044 | 2004 QS4               | 21 d'agost de 2004     | Siding Spring        | Siding Spring Survey |
| 268045 | 2004 QZ9               | 21 d'agost de 2004     | Siding Spring        | Siding Spring Survey |
| 268046 | 2004 QJ11              | 21 d'agost de 2004     | Siding Spring        | Siding Spring Survey |
| 268047 | 2004 QM21              | 23 d'agost de 2004     | Kitt Peak            | Spacewatch           |
| 268048 | 2004 QZ21              | 26 d'agost de 2004     | Catalina             | CSS                  |
| 268049 | 2004 QK24              | 26 d'agost de 2004     | Goodricke-Pigott     | R. A. Tucker         |
| 268050 | 2004 QZ24              | 24 d'agost de 2004     | Siding Spring        | Siding Spring Survey |
| 268051 | 2004 QZ28              | 21 d'agost de 2004     | Siding Spring        | Siding Spring Survey |
| 268052 | 2004 RH                | 2 de setembre de 2004  | Klet                 | Klet                 |
| 268053 | 2004 RV1               | 5 de setembre de 2004  | Klet                 | Klet                 |
| 268054 | 2004 RV18              | 7 de setembre de 2004  | Kitt Peak            | Spacewatch           |
| 268055 | 2004 RO19              | 7 de setembre de 2004  | Kitt Peak            | Spacewatch           |
| 268056 | 2004 RS19              | 7 de setembre de 2004  | Kitt Peak            | Spacewatch           |
| 268057 | 2004 RQ24              | 8 de setembre de 2004  | Klet                 | Klet                 |
| 268058 | 2004 RA32              | 7 de setembre de 2004  | Socorro              | LINEAR               |
| 268059 | 2004 RO32              | 7 de setembre de 2004  | Socorro              | LINEAR               |
| 268060 | 2004 RH45              | 8 de setembre de 2004  | Socorro              | LINEAR               |
| 268061 | 2004 RP47              | 8 de setembre de 2004  | Socorro              | LINEAR               |
| 268062 | 2004 RS48              | 8 de setembre de 2004  | Socorro              | LINEAR               |
| 268063 | 2004 RP50              | 8 de setembre de 2004  | Socorro              | LINEAR               |
| 268064 | 2004 RZ50              | 8 de setembre de 2004  | Socorro              | LINEAR               |
| 268065 | 2004 RA53              | 8 de setembre de 2004  | Socorro              | LINEAR               |
| 268066 | 2004 RP59              | 8 de setembre de 2004  | Socorro              | LINEAR               |
| 268067 | 2004 RG63              | 8 de setembre de 2004  | Socorro              | LINEAR               |
| 268068 | 2004 RM64              | 8 de setembre de 2004  | Socorro              | LINEAR               |
| 268069 | 2004 RG65              | 8 de setembre de 2004  | Socorro              | LINEAR               |
| 268070 | 2004 RH69              | 8 de setembre de 2004  | Socorro              | LINEAR               |
| 268071 | 2004 RW69              | 8 de setembre de 2004  | Socorro              | LINEAR               |
| 268072 | 2004 RF73              | 8 de setembre de 2004  | Socorro              | LINEAR               |
| 268073 | 2004 RL78              | 8 de setembre de 2004  | Socorro              | LINEAR               |
| 268074 | 2004 RR81              | 8 de setembre de 2004  | Socorro              | LINEAR               |
| 268075 | 2004 RU85              | 6 de setembre de 2004  | Siding Spring        | Siding Spring Survey |
| 268076 | 2004 RF89              | 8 de setembre de 2004  | Socorro              | LINEAR               |
| 268077 | 2004 RF104             | 8 de setembre de 2004  | Palomar              | NEAT                 |
| 268078 | 2004 RH108             | 9 de setembre de 2004  | Kitt Peak            | Spacewatch           |
| 268079 | 2004 RP110             | 11 de setembre de 2004 | Socorro              | LINEAR               |
| 268080 | 2004 RB130             | 7 de setembre de 2004  | Kitt Peak            | Spacewatch           |
| 268081 | 2004 RV135             | 7 de setembre de 2004  | Kitt Peak            | Spacewatch           |
| 268082 | 2004 RL139             | 8 de setembre de 2004  | Socorro              | LINEAR               |
| 268083 | 2004 RB147             | 9 de setembre de 2004  | Socorro              | LINEAR               |
| 268084 | 2004 RZ148             | 9 de setembre de 2004  | Socorro              | LINEAR               |
| 268085 | 2004 RS150             | 9 de setembre de 2004  | Socorro              | LINEAR               |
| 268086 | 2004 RD158             | 10 de setembre de 2004 | Socorro              | LINEAR               |
| 268087 | 2004 RL160             | 10 de setembre de 2004 | Socorro              | LINEAR               |
| 268088 | 2004 RX182             | 10 de setembre de 2004 | Socorro              | LINEAR               |
| 268089 | 2004 RV219             | 11 de setembre de 2004 | Socorro              | LINEAR               |
| 268090 | 2004 RF229             | 9 de setembre de 2004  | Kitt Peak            | Spacewatch           |
| 268091 | 2004 RK231             | 9 de setembre de 2004  | Kitt Peak            | Spacewatch           |
| 268092 | 2004 RU233             | 9 de setembre de 2004  | Kitt Peak            | Spacewatch           |
| 268093 | 2004 RD256             | 7 de setembre de 2004  | Socorro              | LINEAR               |
| 268094 | 2004 RU256             | 9 de setembre de 2004  | Socorro              | LINEAR               |
| 268095 | 2004 RJ257             | 9 de setembre de 2004  | Apache Point         | Apache Point         |
| 268096 | 2004 RY257             | 10 de setembre de 2004 | Socorro              | LINEAR               |
| 268097 | 2004 RM258             | 10 de setembre de 2004 | Kitt Peak            | Spacewatch           |
| 268098 | 2004 RH289             | 15 de setembre de 2004 | Socorro              | LINEAR               |
| 268099 | 2004 RU307             | 13 de setembre de 2004 | Socorro              | LINEAR               |
| 268100 | 2004 RK310             | 13 de setembre de 2004 | Palomar              | NEAT                 |

## 268101-268200
| Nom                    | Designació provisional | Data de descobriment   | Lloc de descobriment | Descobridor/s                   |
| ---------------------- | ---------------------- | ---------------------- | -------------------- | ------------------------------- |
| 268101                 | 2004 RA321             | 13 de setembre de 2004 | Socorro              | LINEAR                          |
| 268102                 | 2004 RQ337             | 15 de setembre de 2004 | Kitt Peak            | Spacewatch                      |
| 268103                 | 2004 RA342             | 9 de setembre de 2004  | Socorro              | LINEAR                          |
| 268104                 | 2004 RX343             | 8 de setembre de 2004  | Palomar              | NEAT                            |
| 268105                 | 2004 RJ355             | 11 de setembre de 2004 | Kitt Peak            | Spacewatch                      |
| 268106                 | 2004 SG4               | 17 de setembre de 2004 | Kitt Peak            | Spacewatch                      |
| 268107                 | 2004 SL11              | 16 de setembre de 2004 | Siding Spring        | Siding Spring Survey            |
| 268108                 | 2004 SC23              | 17 de setembre de 2004 | Kitt Peak            | Spacewatch                      |
| 268109                 | 2004 SP27              | 16 de setembre de 2004 | Kitt Peak            | Spacewatch                      |
| 268110                 | 2004 SC55              | 22 de setembre de 2004 | Socorro              | LINEAR                          |
| 268111                 | 2004 SW56              | 16 de setembre de 2004 | Anderson Mesa        | LONEOS                          |
| 268112                 | 2004 SW61              | 17 de setembre de 2004 | Bergisch Gladbac     | W. Bickel                       |
| 268113                 | 2004 TG1               | 3 d'octubre de 2004    | Goodricke-Pigott     | R. A. Tucker                    |
| 268114                 | 2004 TM8               | 5 d'octubre de 2004    | Anderson Mesa        | LONEOS                          |
| 268115 Williamalbrecht | 2004 TK9               | 7 d'octubre de 2004    | Sonoita              | Cooney Jr., W. R., J. Gross     |
| 268116                 | 2004 TL12              | 6 d'octubre de 2004    | Palomar              | NEAT                            |
| 268117                 | 2004 TW13              | 4 d'octubre de 2004    | Apache Point         | J. C. Barentine, G. A. Esquerdo |
| 268118                 | 2004 TL22              | 4 d'octubre de 2004    | Kitt Peak            | Spacewatch                      |
| 268119                 | 2004 TN23              | 4 d'octubre de 2004    | Kitt Peak            | Spacewatch                      |
| 268120                 | 2004 TQ24              | 4 d'octubre de 2004    | Kitt Peak            | Spacewatch                      |
| 268121                 | 2004 TZ31              | 4 d'octubre de 2004    | Kitt Peak            | Spacewatch                      |
| 268122                 | 2004 TJ50              | 4 d'octubre de 2004    | Kitt Peak            | Spacewatch                      |
| 268123                 | 2004 TV64              | 5 d'octubre de 2004    | Kitt Peak            | Spacewatch                      |
| 268124                 | 2004 TG69              | 5 d'octubre de 2004    | Anderson Mesa        | LONEOS                          |
| 268125                 | 2004 TM85              | 5 d'octubre de 2004    | Kitt Peak            | Spacewatch                      |
| 268126                 | 2004 TW85              | 5 d'octubre de 2004    | Kitt Peak            | Spacewatch                      |
| 268127                 | 2004 TH93              | 5 d'octubre de 2004    | Kitt Peak            | Spacewatch                      |
| 268128                 | 2004 TJ94              | 5 d'octubre de 2004    | Kitt Peak            | Spacewatch                      |
| 268129                 | 2004 TM94              | 5 d'octubre de 2004    | Kitt Peak            | Spacewatch                      |
| 268130                 | 2004 TB109             | 7 d'octubre de 2004    | Socorro              | LINEAR                          |
| 268131                 | 2004 TX117             | 5 d'octubre de 2004    | Anderson Mesa        | LONEOS                          |
| 268132                 | 2004 TO118             | 5 d'octubre de 2004    | Palomar              | NEAT                            |
| 268133                 | 2004 TZ121             | 7 d'octubre de 2004    | Anderson Mesa        | LONEOS                          |
| 268134                 | 2004 TS126             | 7 d'octubre de 2004    | Socorro              | LINEAR                          |
| 268135                 | 2004 TR147             | 6 d'octubre de 2004    | Kitt Peak            | Spacewatch                      |
| 268136                 | 2004 TY150             | 6 d'octubre de 2004    | Kitt Peak            | Spacewatch                      |
| 268137                 | 2004 TX151             | 6 d'octubre de 2004    | Kitt Peak            | Spacewatch                      |
| 268138                 | 2004 TO158             | 6 d'octubre de 2004    | Kitt Peak            | Spacewatch                      |
| 268139                 | 2004 TY177             | 7 d'octubre de 2004    | Kitt Peak            | Spacewatch                      |
| 268140                 | 2004 TD199             | 7 d'octubre de 2004    | Kitt Peak            | Spacewatch                      |
| 268141                 | 2004 TL209             | 8 d'octubre de 2004    | Kitt Peak            | Spacewatch                      |
| 268142                 | 2004 TN219             | 5 d'octubre de 2004    | Kitt Peak            | Spacewatch                      |
| 268143                 | 2004 TQ224             | 8 d'octubre de 2004    | Kitt Peak            | Spacewatch                      |
| 268144                 | 2004 TB225             | 8 d'octubre de 2004    | Kitt Peak            | Spacewatch                      |
| 268145                 | 2004 TX225             | 8 d'octubre de 2004    | Kitt Peak            | Spacewatch                      |
| 268146                 | 2004 TJ239             | 9 d'octubre de 2004    | Kitt Peak            | Spacewatch                      |
| 268147                 | 2004 TD244             | 7 d'octubre de 2004    | Anderson Mesa        | LONEOS                          |
| 268148                 | 2004 TY249             | 7 d'octubre de 2004    | Anderson Mesa        | LONEOS                          |
| 268149                 | 2004 TJ254             | 9 d'octubre de 2004    | Kitt Peak            | Spacewatch                      |
| 268150                 | 2004 TS278             | 9 d'octubre de 2004    | Kitt Peak            | Spacewatch                      |
| 268151                 | 2004 TT285             | 8 d'octubre de 2004    | Socorro              | LINEAR                          |
| 268152                 | 2004 TJ301             | 8 d'octubre de 2004    | Socorro              | LINEAR                          |
| 268153                 | 2004 TW323             | 11 d'octubre de 2004   | Kitt Peak            | Spacewatch                      |
| 268154                 | 2004 TW332             | 9 d'octubre de 2004    | Kitt Peak            | Spacewatch                      |
| 268155                 | 2004 TO333             | 9 d'octubre de 2004    | Kitt Peak            | Spacewatch                      |
| 268156                 | 2004 TF334             | 9 d'octubre de 2004    | Kitt Peak            | Spacewatch                      |
| 268157                 | 2004 TD351             | 10 d'octubre de 2004   | Kitt Peak            | Spacewatch                      |
| 268158                 | 2004 TR355             | 7 d'octubre de 2004    | Socorro              | LINEAR                          |
| 268159                 | 2004 TE356             | 10 d'octubre de 2004   | Palomar              | NEAT                            |
| 268160                 | 2004 TN357             | 6 d'octubre de 2004    | Kitt Peak            | Spacewatch                      |
| 268161                 | 2004 TS358             | 5 d'octubre de 2004    | Kitt Peak            | Spacewatch                      |
| 268162                 | 2004 UF8               | 21 d'octubre de 2004   | Socorro              | LINEAR                          |
| 268163                 | 2004 VB1               | 4 de novembre de 2004  | Desert Eagle         | W. K. Y. Yeung                  |
| 268164                 | 2004 VC8               | 3 de novembre de 2004  | Kitt Peak            | Spacewatch                      |
| 268165                 | 2004 VA12              | 3 de novembre de 2004  | Palomar              | NEAT                            |
| 268166                 | 2004 VN26              | 4 de novembre de 2004  | Catalina             | CSS                             |
| 268167                 | 2004 VB55              | 10 de novembre de 2004 | Desert Eagle         | W. K. Y. Yeung                  |
| 268168                 | 2004 VR61              | 5 de novembre de 2004  | Palomar              | NEAT                            |
| 268169                 | 2004 VP72              | 9 de novembre de 2004  | Catalina             | CSS                             |
| 268170                 | 2004 WK4               | 17 de novembre de 2004 | Campo Imperatore     | CINEOS                          |
| 268171                 | 2004 WF5               | 18 de novembre de 2004 | Socorro              | LINEAR                          |
| 268172                 | 2004 XN17              | 3 de desembre de 2004  | Kitt Peak            | Spacewatch                      |
| 268173                 | 2004 XS20              | 8 de desembre de 2004  | Socorro              | LINEAR                          |
| 268174                 | 2004 XN31              | 9 de desembre de 2004  | Catalina             | CSS                             |
| 268175                 | 2004 XO34              | 11 de desembre de 2004 | Kitt Peak            | Spacewatch                      |
| 268176                 | 2004 XO53              | 10 de desembre de 2004 | Kitt Peak            | Spacewatch                      |
| 268177                 | 2004 XF59              | 10 de desembre de 2004 | Kitt Peak            | Spacewatch                      |
| 268178                 | 2004 XW67              | 3 de desembre de 2004  | Kitt Peak            | Spacewatch                      |
| 268179                 | 2004 XE89              | 10 de desembre de 2004 | Campo Imperatore     | CINEOS                          |
| 268180                 | 2004 XK92              | 11 de desembre de 2004 | Socorro              | LINEAR                          |
| 268181                 | 2004 XU99              | 12 de desembre de 2004 | Kitt Peak            | Spacewatch                      |
| 268182                 | 2004 XE133             | 14 de desembre de 2004 | Kitt Peak            | Spacewatch                      |
| 268183                 | 2004 XQ137             | 4 de desembre de 2004  | Anderson Mesa        | LONEOS                          |
| 268184                 | 2004 XL146             | 14 de desembre de 2004 | Socorro              | LINEAR                          |
| 268185                 | 2004 XC147             | 15 de desembre de 2004 | Socorro              | LINEAR                          |
| 268186                 | 2004 XF179             | 14 de desembre de 2004 | Campo Imperatore     | CINEOS                          |
| 268187                 | 2004 YR4               | 17 de desembre de 2004 | Socorro              | LINEAR                          |
| 268188                 | 2004 YB6               | 16 de desembre de 2004 | Kitt Peak            | Spacewatch                      |
| 268189                 | 2004 YP22              | 18 de desembre de 2004 | Mount Lemmon         | Mt. Lemmon Survey               |
| 268190                 | 2004 YT22              | 18 de desembre de 2004 | Mount Lemmon         | Mt. Lemmon Survey               |
| 268191                 | 2005 AQ7               | 6 de gener de 2005     | Catalina             | CSS                             |
| 268192                 | 2005 AU18              | 8 de gener de 2005     | Campo Imperatore     | CINEOS                          |
| 268193                 | 2005 AF19              | 8 de gener de 2005     | Socorro              | LINEAR                          |
| 268194                 | 2005 AC30              | 9 de gener de 2005     | Catalina             | CSS                             |
| 268195                 | 2005 AU34              | 13 de gener de 2005    | Kitt Peak            | Spacewatch                      |
| 268196                 | 2005 AB35              | 13 de gener de 2005    | Socorro              | LINEAR                          |
| 268197                 | 2005 AH36              | 13 de gener de 2005    | Socorro              | LINEAR                          |
| 268198                 | 2005 AD38              | 13 de gener de 2005    | Catalina             | CSS                             |
| 268199                 | 2005 AL40              | 15 de gener de 2005    | Socorro              | LINEAR                          |
| 268200                 | 2005 AD45              | 15 de gener de 2005    | Kitt Peak            | Spacewatch                      |

## 268201-268300
| Nom           | Designació provisional | Data de descobriment | Lloc de descobriment | Descobridor/s        |
| ------------- | ---------------------- | -------------------- | -------------------- | -------------------- |
| 268201        | 2005 AK45              | 15 de gener de 2005  | Socorro              | LINEAR               |
| 268202        | 2005 AS59              | 15 de gener de 2005  | Kitt Peak            | Spacewatch           |
| 268203        | 2005 AK65              | 13 de gener de 2005  | Kitt Peak            | Spacewatch           |
| 268204        | 2005 AG74              | 15 de gener de 2005  | Kitt Peak            | Spacewatch           |
| 268205        | 2005 AY81              | 7 de gener de 2005   | Catalina             | CSS                  |
| 268206        | 2005 BF11              | 16 de gener de 2005  | Kitt Peak            | Spacewatch           |
| 268207        | 2005 BY16              | 16 de gener de 2005  | Socorro              | LINEAR               |
| 268208        | 2005 BR17              | 16 de gener de 2005  | Kitt Peak            | Spacewatch           |
| 268209        | 2005 BO21              | 16 de gener de 2005  | Kitt Peak            | Spacewatch           |
| 268210        | 2005 BP23              | 16 de gener de 2005  | Kitt Peak            | Spacewatch           |
| 268211        | 2005 BL48              | 17 de gener de 2005  | Kitt Peak            | Spacewatch           |
| 268212        | 2005 BQ49              | 17 de gener de 2005  | Kitt Peak            | Spacewatch           |
| 268213        | 2005 CY                | 1 de febrer de 2005  | Catalina             | CSS                  |
| 268214        | 2005 CY8               | 1 de febrer de 2005  | Catalina             | CSS                  |
| 268215        | 2005 CG20              | 2 de febrer de 2005  | Catalina             | CSS                  |
| 268216        | 2005 CF32              | 1 de febrer de 2005  | Kitt Peak            | Spacewatch           |
| 268217        | 2005 CR39              | 7 de febrer de 2005  | Altschwendt          | Altschwendt          |
| 268218        | 2005 CX39              | 4 de febrer de 2005  | Kitt Peak            | Spacewatch           |
| 268219        | 2005 CK46              | 2 de febrer de 2005  | Kitt Peak            | Spacewatch           |
| 268220        | 2005 CO67              | 1 de febrer de 2005  | Catalina             | CSS                  |
| 268221        | 2005 CD68              | 2 de febrer de 2005  | Catalina             | CSS                  |
| 268222        | 2005 CZ73              | 1 de febrer de 2005  | Kitt Peak            | Spacewatch           |
| 268223        | 2005 EE3               | 1 de març de 2005    | Kitt Peak            | Spacewatch           |
| 268224        | 2005 ET13              | 3 de març de 2005    | Kitt Peak            | Spacewatch           |
| 268225        | 2005 EF22              | 3 de març de 2005    | Catalina             | CSS                  |
| 268226        | 2005 EF24              | 3 de març de 2005    | Catalina             | CSS                  |
| 268227        | 2005 ED30              | 4 de març de 2005    | Gnosca               | S. Sposetti          |
| 268228        | 2005 ES43              | 3 de març de 2005    | Kitt Peak            | Spacewatch           |
| 268229        | 2005 EY50              | 3 de març de 2005    | Catalina             | CSS                  |
| 268230        | 2005 EL72              | 2 de març de 2005    | Catalina             | CSS                  |
| 268231        | 2005 EO89              | 8 de març de 2005    | Socorro              | LINEAR               |
| 268232        | 2005 EH136             | 9 de març de 2005    | Anderson Mesa        | LONEOS               |
| 268233        | 2005 EQ170             | 7 de març de 2005    | Socorro              | LINEAR               |
| 268234        | 2005 EA220             | 10 de març de 2005   | Siding Spring        | Siding Spring Survey |
| 268235        | 2005 ER223             | 12 de març de 2005   | Kitt Peak            | Spacewatch           |
| 268236        | 2005 EA228             | 10 de març de 2005   | Mount Lemmon         | Mt. Lemmon Survey    |
| 268237        | 2005 GQ50              | 5 d'abril de 2005    | Kitt Peak            | Spacewatch           |
| 268238        | 2005 GA63              | 2 d'abril de 2005    | Mount Lemmon         | Mt. Lemmon Survey    |
| 268239        | 2005 GT107             | 10 d'abril de 2005   | Mount Lemmon         | Mt. Lemmon Survey    |
| 268240        | 2005 GW181             | 12 d'abril de 2005   | Kitt Peak            | Spacewatch           |
| 268241        | 2005 HC6               | 30 d'abril de 2005   | Kitt Peak            | Spacewatch           |
| 268242 Pebble | 2005 JW1               | 4 de maig de 2005    | Haleakala            | J. Bedient           |
| 268243        | 2005 JH117             | 10 de maig de 2005   | Kitt Peak            | Spacewatch           |
| 268244        | 2005 JP143             | 15 de maig de 2005   | Mount Lemmon         | Mt. Lemmon Survey    |
| 268245        | 2005 LR41              | 12 de juny de 2005   | Kitt Peak            | Spacewatch           |
| 268246        | 2005 MQ2               | 17 de juny de 2005   | Mount Lemmon         | Mt. Lemmon Survey    |
| 268247        | 2005 MT5               | 27 de juny de 2005   | Kitt Peak            | Spacewatch           |
| 268248        | 2005 MU18              | 28 de juny de 2005   | Palomar              | NEAT                 |
| 268249        | 2005 ML20              | 30 de juny de 2005   | Kitt Peak            | Spacewatch           |
| 268250        | 2005 MS20              | 30 de juny de 2005   | Kitt Peak            | Spacewatch           |
| 268251        | 2005 MF24              | 28 de juny de 2005   | Kitt Peak            | Spacewatch           |
| 268252        | 2005 MD27              | 29 de juny de 2005   | Kitt Peak            | Spacewatch           |
| 268253        | 2005 MT33              | 29 de juny de 2005   | Kitt Peak            | Spacewatch           |
| 268254        | 2005 MO41              | 30 de juny de 2005   | Kitt Peak            | Spacewatch           |
| 268255        | 2005 NJ10              | 3 de juliol de 2005  | Mount Lemmon         | Mt. Lemmon Survey    |
| 268256        | 2005 NO19              | 5 de juliol de 2005  | Mount Lemmon         | Mt. Lemmon Survey    |
| 268257        | 2005 NA21              | 6 de juliol de 2005  | Reedy Creek          | J. Broughton         |
| 268258        | 2005 NN35              | 5 de juliol de 2005  | Kitt Peak            | Spacewatch           |
| 268259        | 2005 NG43              | 5 de juliol de 2005  | Palomar              | NEAT                 |
| 268260        | 2005 NJ49              | 10 de juliol de 2005 | Vail-Jarnac          | Jarnac               |
| 268261        | 2005 NS60              | 10 de juliol de 2005 | Kitt Peak            | Spacewatch           |
| 268262        | 2005 NM85              | 3 de juliol de 2005  | Mount Lemmon         | Mt. Lemmon Survey    |
| 268263        | 2005 NE123             | 6 de juliol de 2005  | Siding Spring        | Siding Spring Survey |
| 268264        | 2005 NS124             | 8 de juliol de 2005  | Kitt Peak            | Spacewatch           |
| 268265        | 2005 OF5               | 28 de juliol de 2005 | Palomar              | NEAT                 |
| 268266        | 2005 OJ8               | 26 de juliol de 2005 | Palomar              | NEAT                 |
| 268267        | 2005 OQ9               | 27 de juliol de 2005 | Palomar              | NEAT                 |
| 268268        | 2005 OJ18              | 30 de juliol de 2005 | Palomar              | NEAT                 |
| 268269        | 2005 OB21              | 28 de juliol de 2005 | Palomar              | NEAT                 |
| 268270        | 2005 OC22              | 29 de juliol de 2005 | Palomar              | NEAT                 |
| 268271        | 2005 OF22              | 29 de juliol de 2005 | Siding Spring        | Siding Spring Survey |
| 268272        | 2005 OA29              | 30 de juliol de 2005 | Palomar              | NEAT                 |
| 268273        | 2005 PA1               | 1 d'agost de 2005    | Siding Spring        | Siding Spring Survey |
| 268274        | 2005 PH6               | 7 d'agost de 2005    | Reedy Creek          | J. Broughton         |
| 268275        | 2005 PP7               | 4 d'agost de 2005    | Palomar              | NEAT                 |
| 268276        | 2005 PA11              | 4 d'agost de 2005    | Palomar              | NEAT                 |
| 268277        | 2005 PB22              | 6 d'agost de 2005    | Palomar              | NEAT                 |
| 268278        | 2005 PX23              | 8 d'agost de 2005    | Cerro Tololo         | M. W. Buie           |
| 268279        | 2005 QL4               | 24 d'agost de 2005   | Palomar              | NEAT                 |
| 268280        | 2005 QG5               | 22 d'agost de 2005   | Palomar              | NEAT                 |
| 268281        | 2005 QW8               | 25 d'agost de 2005   | Palomar              | NEAT                 |
| 268282        | 2005 QV26              | 27 d'agost de 2005   | Kitt Peak            | Spacewatch           |
| 268283        | 2005 QF29              | 24 d'agost de 2005   | Palomar              | NEAT                 |
| 268284        | 2005 QM31              | 22 d'agost de 2005   | Haleakala            | NEAT                 |
| 268285        | 2005 QH36              | 25 d'agost de 2005   | Palomar              | NEAT                 |
| 268286        | 2005 QE41              | 26 d'agost de 2005   | Anderson Mesa        | LONEOS               |
| 268287        | 2005 QW44              | 26 d'agost de 2005   | Palomar              | NEAT                 |
| 268288        | 2005 QZ46              | 26 d'agost de 2005   | Palomar              | NEAT                 |
| 268289        | 2005 QH53              | 28 d'agost de 2005   | Kitt Peak            | Spacewatch           |
| 268290        | 2005 QE62              | 26 d'agost de 2005   | Palomar              | NEAT                 |
| 268291        | 2005 QX71              | 29 d'agost de 2005   | Anderson Mesa        | LONEOS               |
| 268292        | 2005 QN74              | 29 d'agost de 2005   | Anderson Mesa        | LONEOS               |
| 268293        | 2005 QW79              | 27 d'agost de 2005   | Siding Spring        | Siding Spring Survey |
| 268294        | 2005 QE82              | 29 d'agost de 2005   | Anderson Mesa        | LONEOS               |
| 268295        | 2005 QJ83              | 29 d'agost de 2005   | Anderson Mesa        | LONEOS               |
| 268296        | 2005 QG86              | 30 d'agost de 2005   | Kitt Peak            | Spacewatch           |
| 268297        | 2005 QL87              | 31 d'agost de 2005   | Socorro              | LINEAR               |
| 268298        | 2005 QW88              | 30 d'agost de 2005   | St. Veran            | St. Veran            |
| 268299        | 2005 QJ92              | 26 d'agost de 2005   | Anderson Mesa        | LONEOS               |
| 268300        | 2005 QN94              | 27 d'agost de 2005   | Palomar              | NEAT                 |

## 268301-268400
| Nom    | Designació provisional | Data de descobriment   | Lloc de descobriment | Descobridor/s        |
| ------ | ---------------------- | ---------------------- | -------------------- | -------------------- |
| 268301 | 2005 QT97              | 27 d'agost de 2005     | Palomar              | NEAT                 |
| 268302 | 2005 QT110             | 27 d'agost de 2005     | Palomar              | NEAT                 |
| 268303 | 2005 QS111             | 27 d'agost de 2005     | Palomar              | NEAT                 |
| 268304 | 2005 QM113             | 27 d'agost de 2005     | Palomar              | NEAT                 |
| 268305 | 2005 QV114             | 27 d'agost de 2005     | Palomar              | NEAT                 |
| 268306 | 2005 QJ123             | 28 d'agost de 2005     | Kitt Peak            | Spacewatch           |
| 268307 | 2005 QX128             | 28 d'agost de 2005     | Kitt Peak            | Spacewatch           |
| 268308 | 2005 QS135             | 28 d'agost de 2005     | Kitt Peak            | Spacewatch           |
| 268309 | 2005 QR136             | 28 d'agost de 2005     | Kitt Peak            | Spacewatch           |
| 268310 | 2005 QZ136             | 28 d'agost de 2005     | Kitt Peak            | Spacewatch           |
| 268311 | 2005 QU140             | 29 d'agost de 2005     | Socorro              | LINEAR               |
| 268312 | 2005 QV141             | 30 d'agost de 2005     | Kitt Peak            | Spacewatch           |
| 268313 | 2005 QX146             | 28 d'agost de 2005     | Siding Spring        | Siding Spring Survey |
| 268314 | 2005 QK152             | 31 d'agost de 2005     | Kitt Peak            | Spacewatch           |
| 268315 | 2005 QQ153             | 27 d'agost de 2005     | Palomar              | NEAT                 |
| 268316 | 2005 QV159             | 28 d'agost de 2005     | Anderson Mesa        | LONEOS               |
| 268317 | 2005 QO161             | 28 d'agost de 2005     | Siding Spring        | Siding Spring Survey |
| 268318 | 2005 QX161             | 28 d'agost de 2005     | Siding Spring        | Siding Spring Survey |
| 268319 | 2005 QR166             | 26 d'agost de 2005     | Palomar              | NEAT                 |
| 268320 | 2005 RB30              | 9 de setembre de 2005  | Socorro              | LINEAR               |
| 268321 | 2005 RP45              | 1 de setembre de 2005  | Kitt Peak            | Spacewatch           |
| 268322 | 2005 RR45              | 9 de setembre de 2005  | Apache Point         | A. C. Becker         |
| 268323 | 2005 SN14              | 25 de setembre de 2005 | Catalina             | CSS                  |
| 268324 | 2005 SP17              | 26 de setembre de 2005 | Kitt Peak            | Spacewatch           |
| 268325 | 2005 SS23              | 23 de setembre de 2005 | Catalina             | CSS                  |
| 268326 | 2005 SE26              | 24 de setembre de 2005 | Kitt Peak            | Spacewatch           |
| 268327 | 2005 SU38              | 24 de setembre de 2005 | Kitt Peak            | Spacewatch           |
| 268328 | 2005 SG74              | 24 de setembre de 2005 | Kitt Peak            | Spacewatch           |
| 268329 | 2005 SH83              | 24 de setembre de 2005 | Kitt Peak            | Spacewatch           |
| 268330 | 2005 SX87              | 24 de setembre de 2005 | Kitt Peak            | Spacewatch           |
| 268331 | 2005 SL88              | 24 de setembre de 2005 | Kitt Peak            | Spacewatch           |
| 268332 | 2005 SM96              | 25 de setembre de 2005 | Palomar              | NEAT                 |
| 268333 | 2005 SD99              | 25 de setembre de 2005 | Kitt Peak            | Spacewatch           |
| 268334 | 2005 SD101             | 25 de setembre de 2005 | Kitt Peak            | Spacewatch           |
| 268335 | 2005 SA104             | 25 de setembre de 2005 | Palomar              | NEAT                 |
| 268336 | 2005 ST114             | 27 de setembre de 2005 | Kitt Peak            | Spacewatch           |
| 268337 | 2005 SK133             | 29 de setembre de 2005 | Kitt Peak            | Spacewatch           |
| 268338 | 2005 SK150             | 25 de setembre de 2005 | Kitt Peak            | Spacewatch           |
| 268339 | 2005 SQ150             | 25 de setembre de 2005 | Kitt Peak            | Spacewatch           |
| 268340 | 2005 SF155             | 26 de setembre de 2005 | Socorro              | LINEAR               |
| 268341 | 2005 SR162             | 27 de setembre de 2005 | Socorro              | LINEAR               |
| 268342 | 2005 SW163             | 27 de setembre de 2005 | Palomar              | NEAT                 |
| 268343 | 2005 SP176             | 29 de setembre de 2005 | Kitt Peak            | Spacewatch           |
| 268344 | 2005 SD178             | 29 de setembre de 2005 | Kitt Peak            | Spacewatch           |
| 268345 | 2005 SK212             | 30 de setembre de 2005 | Mount Lemmon         | Mt. Lemmon Survey    |
| 268346 | 2005 SV236             | 29 de setembre de 2005 | Kitt Peak            | Spacewatch           |
| 268347 | 2005 SZ244             | 30 de setembre de 2005 | Mount Lemmon         | Mt. Lemmon Survey    |
| 268348 | 2005 SG246             | 30 de setembre de 2005 | Mount Lemmon         | Mt. Lemmon Survey    |
| 268349 | 2005 SU247             | 30 de setembre de 2005 | Kitt Peak            | Spacewatch           |
| 268350 | 2005 SS251             | 24 de setembre de 2005 | Palomar              | NEAT                 |
| 268351 | 2005 SV253             | 22 de setembre de 2005 | Palomar              | NEAT                 |
| 268352 | 2005 SC256             | 22 de setembre de 2005 | Palomar              | NEAT                 |
| 268353 | 2005 SS278             | 30 de setembre de 2005 | Mount Lemmon         | Mt. Lemmon Survey    |
| 268354 | 2005 TX4               | 1 d'octubre de 2005    | Mount Lemmon         | Mt. Lemmon Survey    |
| 268355 | 2005 TK7               | 1 d'octubre de 2005    | Catalina             | CSS                  |
| 268356 | 2005 TR23              | 1 d'octubre de 2005    | Catalina             | CSS                  |
| 268357 | 2005 TD27              | 1 d'octubre de 2005    | Mount Lemmon         | Mt. Lemmon Survey    |
| 268358 | 2005 TH29              | 2 d'octubre de 2005    | Mount Lemmon         | Mt. Lemmon Survey    |
| 268359 | 2005 TO29              | 2 d'octubre de 2005    | Catalina             | CSS                  |
| 268360 | 2005 TG32              | 1 d'octubre de 2005    | Kitt Peak            | Spacewatch           |
| 268361 | 2005 TD42              | 3 d'octubre de 2005    | Catalina             | CSS                  |
| 268362 | 2005 TG85              | 3 d'octubre de 2005    | Kitt Peak            | Spacewatch           |
| 268363 | 2005 TX99              | 7 d'octubre de 2005    | Socorro              | LINEAR               |
| 268364 | 2005 TS114             | 7 d'octubre de 2005    | Kitt Peak            | Spacewatch           |
| 268365 | 2005 TB119             | 7 d'octubre de 2005    | Kitt Peak            | Spacewatch           |
| 268366 | 2005 TD119             | 7 d'octubre de 2005    | Kitt Peak            | Spacewatch           |
| 268367 | 2005 TO121             | 7 d'octubre de 2005    | Catalina             | CSS                  |
| 268368 | 2005 TS125             | 7 d'octubre de 2005    | Kitt Peak            | Spacewatch           |
| 268369 | 2005 TE136             | 6 d'octubre de 2005    | Kitt Peak            | Spacewatch           |
| 268370 | 2005 TO141             | 8 d'octubre de 2005    | Kitt Peak            | Spacewatch           |
| 268371 | 2005 TF149             | 8 d'octubre de 2005    | Kitt Peak            | Spacewatch           |
| 268372 | 2005 TS150             | 8 d'octubre de 2005    | Kitt Peak            | Spacewatch           |
| 268373 | 2005 TD163             | 9 d'octubre de 2005    | Kitt Peak            | Spacewatch           |
| 268374 | 2005 TU164             | 9 d'octubre de 2005    | Kitt Peak            | Spacewatch           |
| 268375 | 2005 TJ165             | 9 d'octubre de 2005    | Kitt Peak            | Spacewatch           |
| 268376 | 2005 TC180             | 1 d'octubre de 2005    | Catalina             | CSS                  |
| 268377 | 2005 TP193             | 1 d'octubre de 2005    | Catalina             | CSS                  |
| 268378 | 2005 UH20              | 22 d'octubre de 2005   | Catalina             | CSS                  |
| 268379 | 2005 UH21              | 23 d'octubre de 2005   | Kitt Peak            | Spacewatch           |
| 268380 | 2005 UN23              | 23 d'octubre de 2005   | Kitt Peak            | Spacewatch           |
| 268381 | 2005 US26              | 23 d'octubre de 2005   | Catalina             | CSS                  |
| 268382 | 2005 UO50              | 23 d'octubre de 2005   | Catalina             | CSS                  |
| 268383 | 2005 UU56              | 24 d'octubre de 2005   | Anderson Mesa        | LONEOS               |
| 268384 | 2005 UJ57              | 24 d'octubre de 2005   | Anderson Mesa        | LONEOS               |
| 268385 | 2005 UV60              | 25 d'octubre de 2005   | Mount Lemmon         | Mt. Lemmon Survey    |
| 268386 | 2005 UE62              | 25 d'octubre de 2005   | Mount Lemmon         | Mt. Lemmon Survey    |
| 268387 | 2005 UW88              | 22 d'octubre de 2005   | Kitt Peak            | Spacewatch           |
| 268388 | 2005 UK102             | 22 d'octubre de 2005   | Kitt Peak            | Spacewatch           |
| 268389 | 2005 US123             | 24 d'octubre de 2005   | Kitt Peak            | Spacewatch           |
| 268390 | 2005 UN129             | 24 d'octubre de 2005   | Kitt Peak            | Spacewatch           |
| 268391 | 2005 UO133             | 25 d'octubre de 2005   | Mount Lemmon         | Mt. Lemmon Survey    |
| 268392 | 2005 UB143             | 25 d'octubre de 2005   | Mount Lemmon         | Mt. Lemmon Survey    |
| 268393 | 2005 UU146             | 26 d'octubre de 2005   | Kitt Peak            | Spacewatch           |
| 268394 | 2005 UJ148             | 26 d'octubre de 2005   | Kitt Peak            | Spacewatch           |
| 268395 | 2005 UR155             | 26 d'octubre de 2005   | Palomar              | NEAT                 |
| 268396 | 2005 UR156             | 26 d'octubre de 2005   | Kitt Peak            | Spacewatch           |
| 268397 | 2005 UJ169             | 24 d'octubre de 2005   | Kitt Peak            | Spacewatch           |
| 268398 | 2005 UG174             | 24 d'octubre de 2005   | Kitt Peak            | Spacewatch           |
| 268399 | 2005 UW183             | 25 d'octubre de 2005   | Mount Lemmon         | Mt. Lemmon Survey    |
| 268400 | 2005 UE193             | 22 d'octubre de 2005   | Kitt Peak            | Spacewatch           |

## 268401-268500
| Nom    | Designació provisional | Data de descobriment   | Lloc de descobriment | Descobridor/s     |
| ------ | ---------------------- | ---------------------- | -------------------- | ----------------- |
| 268401 | 2005 UV193             | 22 d'octubre de 2005   | Kitt Peak            | Spacewatch        |
| 268402 | 2005 UN201             | 25 d'octubre de 2005   | Kitt Peak            | Spacewatch        |
| 268403 | 2005 UC202             | 25 d'octubre de 2005   | Kitt Peak            | Spacewatch        |
| 268404 | 2005 UU205             | 26 d'octubre de 2005   | Kitt Peak            | Spacewatch        |
| 268405 | 2005 UT226             | 25 d'octubre de 2005   | Kitt Peak            | Spacewatch        |
| 268406 | 2005 UK236             | 25 d'octubre de 2005   | Kitt Peak            | Spacewatch        |
| 268407 | 2005 UX239             | 25 d'octubre de 2005   | Kitt Peak            | Spacewatch        |
| 268408 | 2005 UO283             | 26 d'octubre de 2005   | Kitt Peak            | Spacewatch        |
| 268409 | 2005 UJ293             | 26 d'octubre de 2005   | Kitt Peak            | Spacewatch        |
| 268410 | 2005 UJ307             | 27 d'octubre de 2005   | Mount Lemmon         | Mt. Lemmon Survey |
| 268411 | 2005 UP308             | 27 d'octubre de 2005   | Mount Lemmon         | Mt. Lemmon Survey |
| 268412 | 2005 UN313             | 27 d'octubre de 2005   | Socorro              | LINEAR            |
| 268413 | 2005 UG314             | 28 d'octubre de 2005   | Catalina             | CSS               |
| 268414 | 2005 UR320             | 27 d'octubre de 2005   | Kitt Peak            | Spacewatch        |
| 268415 | 2005 UV352             | 29 d'octubre de 2005   | Catalina             | CSS               |
| 268416 | 2005 UO363             | 27 d'octubre de 2005   | Kitt Peak            | Spacewatch        |
| 268417 | 2005 UL373             | 27 d'octubre de 2005   | Kitt Peak            | Spacewatch        |
| 268418 | 2005 UH391             | 30 d'octubre de 2005   | Mount Lemmon         | Mt. Lemmon Survey |
| 268419 | 2005 UE399             | 30 d'octubre de 2005   | Mount Lemmon         | Mt. Lemmon Survey |
| 268420 | 2005 UO421             | 27 d'octubre de 2005   | Mount Lemmon         | Mt. Lemmon Survey |
| 268421 | 2005 UE470             | 30 d'octubre de 2005   | Kitt Peak            | Spacewatch        |
| 268422 | 2005 UM475             | 22 d'octubre de 2005   | Kitt Peak            | Spacewatch        |
| 268423 | 2005 UM483             | 22 d'octubre de 2005   | Catalina             | CSS               |
| 268424 | 2005 UF484             | 22 d'octubre de 2005   | Catalina             | CSS               |
| 268425 | 2005 UB491             | 23 d'octubre de 2005   | Palomar              | NEAT              |
| 268426 | 2005 UZ493             | 25 d'octubre de 2005   | Catalina             | CSS               |
| 268427 | 2005 UJ506             | 24 d'octubre de 2005   | Mauna Kea            | D. J. Tholen      |
| 268428 | 2005 UU508             | 24 d'octubre de 2005   | Kitt Peak            | Spacewatch        |
| 268429 | 2005 UL511             | 27 d'octubre de 2005   | Mount Lemmon         | Mt. Lemmon Survey |
| 268430 | 2005 UM512             | 30 d'octubre de 2005   | Kitt Peak            | Spacewatch        |
| 268431 | 2005 VS6               | 6 de novembre de 2005  | Kitt Peak            | Spacewatch        |
| 268432 | 2005 VN25              | 2 de novembre de 2005  | Socorro              | LINEAR            |
| 268433 | 2005 VP42              | 3 de novembre de 2005  | Mount Lemmon         | Mt. Lemmon Survey |
| 268434 | 2005 VG43              | 5 de novembre de 2005  | Catalina             | CSS               |
| 268435 | 2005 VO43              | 1 de novembre de 2005  | Socorro              | LINEAR            |
| 268436 | 2005 VE53              | 3 de novembre de 2005  | Mount Lemmon         | Mt. Lemmon Survey |
| 268437 | 2005 VO82              | 3 de novembre de 2005  | Kitt Peak            | Spacewatch        |
| 268438 | 2005 VJ89              | 6 de novembre de 2005  | Kitt Peak            | Spacewatch        |
| 268439 | 2005 VH113             | 10 de novembre de 2005 | Catalina             | CSS               |
| 268440 | 2005 VH124             | 6 de novembre de 2005  | Mount Lemmon         | Mt. Lemmon Survey |
| 268441 | 2005 VH128             | 1 de novembre de 2005  | Apache Point         | A. C. Becker      |
| 268442 | 2005 WK23              | 21 de novembre de 2005 | Kitt Peak            | Spacewatch        |
| 268443 | 2005 WY26              | 21 de novembre de 2005 | Kitt Peak            | Spacewatch        |
| 268444 | 2005 WV28              | 21 de novembre de 2005 | Kitt Peak            | Spacewatch        |
| 268445 | 2005 WU36              | 22 de novembre de 2005 | Kitt Peak            | Spacewatch        |
| 268446 | 2005 WA45              | 22 de novembre de 2005 | Kitt Peak            | Spacewatch        |
| 268447 | 2005 WB46              | 22 de novembre de 2005 | Kitt Peak            | Spacewatch        |
| 268448 | 2005 WB51              | 25 de novembre de 2005 | Kitt Peak            | Spacewatch        |
| 268449 | 2005 WP51              | 25 de novembre de 2005 | Kitt Peak            | Spacewatch        |
| 268450 | 2005 WU51              | 25 de novembre de 2005 | Kitt Peak            | Spacewatch        |
| 268451 | 2005 WU53              | 25 de novembre de 2005 | Mount Lemmon         | Mt. Lemmon Survey |
| 268452 | 2005 WR69              | 26 de novembre de 2005 | Kitt Peak            | Spacewatch        |
| 268453 | 2005 WA72              | 22 de novembre de 2005 | Catalina             | CSS               |
| 268454 | 2005 WT72              | 25 de novembre de 2005 | Kitt Peak            | Spacewatch        |
| 268455 | 2005 WE85              | 28 de novembre de 2005 | Mount Lemmon         | Mt. Lemmon Survey |
| 268456 | 2005 WR93              | 25 de novembre de 2005 | Catalina             | CSS               |
| 268457 | 2005 WT93              | 25 de novembre de 2005 | Palomar              | NEAT              |
| 268458 | 2005 WT111             | 30 de novembre de 2005 | Socorro              | LINEAR            |
| 268459 | 2005 WN117             | 28 de novembre de 2005 | Socorro              | LINEAR            |
| 268460 | 2005 WY120             | 30 de novembre de 2005 | Socorro              | LINEAR            |
| 268461 | 2005 WD156             | 29 de novembre de 2005 | Palomar              | NEAT              |
| 268462 | 2005 WW165             | 29 de novembre de 2005 | Mount Lemmon         | Mt. Lemmon Survey |
| 268463 | 2005 WS177             | 30 de novembre de 2005 | Kitt Peak            | Spacewatch        |
| 268464 | 2005 WX180             | 22 de novembre de 2005 | Catalina             | CSS               |
| 268465 | 2005 WG184             | 28 de novembre de 2005 | Catalina             | CSS               |
| 268466 | 2005 WG190             | 20 de novembre de 2005 | Catalina             | CSS               |
| 268467 | 2005 WV195             | 25 de novembre de 2005 | Mount Lemmon         | Mt. Lemmon Survey |
| 268468 | 2005 WH205             | 26 de novembre de 2005 | Mount Lemmon         | Mt. Lemmon Survey |
| 268469 | 2005 WU207             | 25 de novembre de 2005 | Mount Lemmon         | Mt. Lemmon Survey |
| 268470 | 2005 XJ6               | 2 de desembre de 2005  | Kitt Peak            | Spacewatch        |
| 268471 | 2005 XC22              | 2 de desembre de 2005  | Socorro              | LINEAR            |
| 268472 | 2005 XK31              | 1 de desembre de 2005  | Kitt Peak            | Spacewatch        |
| 268473 | 2005 XK51              | 2 de desembre de 2005  | Kitt Peak            | Spacewatch        |
| 268474 | 2005 XC52              | 2 de desembre de 2005  | Kitt Peak            | Spacewatch        |
| 268475 | 2005 XN52              | 2 de desembre de 2005  | Kitt Peak            | Spacewatch        |
| 268476 | 2005 XV52              | 2 de desembre de 2005  | Kitt Peak            | Spacewatch        |
| 268477 | 2005 XM59              | 3 de desembre de 2005  | Kitt Peak            | Spacewatch        |
| 268478 | 2005 XV59              | 3 de desembre de 2005  | Kitt Peak            | Spacewatch        |
| 268479 | 2005 XJ61              | 4 de desembre de 2005  | Kitt Peak            | Spacewatch        |
| 268480 | 2005 XN63              | 5 de desembre de 2005  | Mount Lemmon         | Mt. Lemmon Survey |
| 268481 | 2005 XW65              | 7 de desembre de 2005  | Socorro              | LINEAR            |
| 268482 | 2005 XH69              | 6 de desembre de 2005  | Kitt Peak            | Spacewatch        |
| 268483 | 2005 XS72              | 6 de desembre de 2005  | Kitt Peak            | Spacewatch        |
| 268484 | 2005 XZ73              | 6 de desembre de 2005  | Kitt Peak            | Spacewatch        |
| 268485 | 2005 XM76              | 7 de desembre de 2005  | Kitt Peak            | Spacewatch        |
| 268486 | 2005 XX82              | 1 de desembre de 2005  | Anderson Mesa        | LONEOS            |
| 268487 | 2005 XJ84              | 8 de desembre de 2005  | Socorro              | LINEAR            |
| 268488 | 2005 YO                | 20 de desembre de 2005 | Calvin-Rehoboth      | Calvin College    |
| 268489 | 2005 YF3               | 22 de desembre de 2005 | Socorro              | LINEAR            |
| 268490 | 2005 YW10              | 21 de desembre de 2005 | Kitt Peak            | Spacewatch        |
| 268491 | 2005 YC16              | 22 de desembre de 2005 | Kitt Peak            | Spacewatch        |
| 268492 | 2005 YE25              | 24 de desembre de 2005 | Kitt Peak            | Spacewatch        |
| 268493 | 2005 YF29              | 24 de desembre de 2005 | Kitt Peak            | Spacewatch        |
| 268494 | 2005 YG43              | 24 de desembre de 2005 | Kitt Peak            | Spacewatch        |
| 268495 | 2005 YO44              | 25 de desembre de 2005 | Kitt Peak            | Spacewatch        |
| 268496 | 2005 YR48              | 22 de desembre de 2005 | Kitt Peak            | Spacewatch        |
| 268497 | 2005 YY56              | 24 de desembre de 2005 | Kitt Peak            | Spacewatch        |
| 268498 | 2005 YC72              | 24 de desembre de 2005 | Kitt Peak            | Spacewatch        |
| 268499 | 2005 YA83              | 24 de desembre de 2005 | Kitt Peak            | Spacewatch        |
| 268500 | 2005 YF86              | 25 de desembre de 2005 | Mount Lemmon         | Mt. Lemmon Survey |

## 268501-268600
| Nom    | Designació provisional | Data de descobriment   | Lloc de descobriment | Descobridor/s     |
| ------ | ---------------------- | ---------------------- | -------------------- | ----------------- |
| 268501 | 2005 YY105             | 25 de desembre de 2005 | Kitt Peak            | Spacewatch        |
| 268502 | 2005 YU110             | 25 de desembre de 2005 | Kitt Peak            | Spacewatch        |
| 268503 | 2005 YA113             | 25 de desembre de 2005 | Mount Lemmon         | Mt. Lemmon Survey |
| 268504 | 2005 YM115             | 25 de desembre de 2005 | Kitt Peak            | Spacewatch        |
| 268505 | 2005 YY119             | 27 de desembre de 2005 | Mount Lemmon         | Mt. Lemmon Survey |
| 268506 | 2005 YW129             | 24 de desembre de 2005 | Kitt Peak            | Spacewatch        |
| 268507 | 2005 YG132             | 25 de desembre de 2005 | Mount Lemmon         | Mt. Lemmon Survey |
| 268508 | 2005 YE135             | 26 de desembre de 2005 | Kitt Peak            | Spacewatch        |
| 268509 | 2005 YP149             | 25 de desembre de 2005 | Kitt Peak            | Spacewatch        |
| 268510 | 2005 YK150             | 25 de desembre de 2005 | Kitt Peak            | Spacewatch        |
| 268511 | 2005 YK153             | 29 de desembre de 2005 | Mount Lemmon         | Mt. Lemmon Survey |
| 268512 | 2005 YJ156             | 26 de desembre de 2005 | Mount Lemmon         | Mt. Lemmon Survey |
| 268513 | 2005 YB159             | 27 de desembre de 2005 | Kitt Peak            | Spacewatch        |
| 268514 | 2005 YV161             | 27 de desembre de 2005 | Kitt Peak            | Spacewatch        |
| 268515 | 2005 YD178             | 22 de desembre de 2005 | Kitt Peak            | Spacewatch        |
| 268516 | 2005 YR189             | 29 de desembre de 2005 | Kitt Peak            | Spacewatch        |
| 268517 | 2005 YR191             | 30 de desembre de 2005 | Kitt Peak            | Spacewatch        |
| 268518 | 2005 YW196             | 24 de desembre de 2005 | Kitt Peak            | Spacewatch        |
| 268519 | 2005 YR199             | 25 de desembre de 2005 | Mount Lemmon         | Mt. Lemmon Survey |
| 268520 | 2005 YR203             | 25 de desembre de 2005 | Mount Lemmon         | Mt. Lemmon Survey |
| 268521 | 2005 YE209             | 22 de desembre de 2005 | Catalina             | CSS               |
| 268522 | 2005 YW211             | 28 de desembre de 2005 | Catalina             | CSS               |
| 268523 | 2005 YF212             | 28 de desembre de 2005 | Catalina             | CSS               |
| 268524 | 2005 YO220             | 29 de desembre de 2005 | Socorro              | LINEAR            |
| 268525 | 2005 YX221             | 21 de desembre de 2005 | Kitt Peak            | Spacewatch        |
| 268526 | 2005 YZ227             | 25 de desembre de 2005 | Mount Lemmon         | Mt. Lemmon Survey |
| 268527 | 2005 YU249             | 28 de desembre de 2005 | Kitt Peak            | Spacewatch        |
| 268528 | 2005 YN254             | 30 de desembre de 2005 | Kitt Peak            | Spacewatch        |
| 268529 | 2005 YY257             | 21 de desembre de 2005 | Kitt Peak            | Spacewatch        |
| 268530 | 2005 YN264             | 25 de desembre de 2005 | Kitt Peak            | Spacewatch        |
| 268531 | 2005 YX274             | 25 de desembre de 2005 | Anderson Mesa        | LONEOS            |
| 268532 | 2005 YN282             | 26 de desembre de 2005 | Mount Lemmon         | Mt. Lemmon Survey |
| 268533 | 2006 AT19              | 5 de gener de 2006     | Catalina             | CSS               |
| 268534 | 2006 AB28              | 5 de gener de 2006     | Mount Lemmon         | Mt. Lemmon Survey |
| 268535 | 2006 AR31              | 5 de gener de 2006     | Catalina             | CSS               |
| 268536 | 2006 AW31              | 5 de gener de 2006     | Catalina             | CSS               |
| 268537 | 2006 AH33              | 6 de gener de 2006     | Socorro              | LINEAR            |
| 268538 | 2006 AP36              | 4 de gener de 2006     | Kitt Peak            | Spacewatch        |
| 268539 | 2006 AL41              | 4 de gener de 2006     | Kitt Peak            | Spacewatch        |
| 268540 | 2006 AE44              | 7 de gener de 2006     | Mount Lemmon         | Mt. Lemmon Survey |
| 268541 | 2006 AU47              | 7 de gener de 2006     | Kitt Peak            | Spacewatch        |
| 268542 | 2006 AU48              | 4 de gener de 2006     | Kitt Peak            | Spacewatch        |
| 268543 | 2006 AT53              | 5 de gener de 2006     | Kitt Peak            | Spacewatch        |
| 268544 | 2006 AN60              | 5 de gener de 2006     | Kitt Peak            | Spacewatch        |
| 268545 | 2006 AP60              | 5 de gener de 2006     | Kitt Peak            | Spacewatch        |
| 268546 | 2006 AD73              | 7 de gener de 2006     | Mount Lemmon         | Mt. Lemmon Survey |
| 268547 | 2006 AD82              | 8 de gener de 2006     | Mount Lemmon         | Mt. Lemmon Survey |
| 268548 | 2006 AT82              | 7 de gener de 2006     | Socorro              | LINEAR            |
| 268549 | 2006 AU88              | 5 de gener de 2006     | Mount Lemmon         | Mt. Lemmon Survey |
| 268550 | 2006 AV89              | 5 de gener de 2006     | Kitt Peak            | Spacewatch        |
| 268551 | 2006 AD105             | 8 de gener de 2006     | Mount Lemmon         | Mt. Lemmon Survey |
| 268552 | 2006 BG8               | 22 de gener de 2006    | Junk Bond            | D. Healy          |
| 268553 | 2006 BN21              | 22 de gener de 2006    | Mount Lemmon         | Mt. Lemmon Survey |
| 268554 | 2006 BQ28              | 22 de gener de 2006    | Mount Lemmon         | Mt. Lemmon Survey |
| 268555 | 2006 BF31              | 20 de gener de 2006    | Kitt Peak            | Spacewatch        |
| 268556 | 2006 BQ31              | 20 de gener de 2006    | Kitt Peak            | Spacewatch        |
| 268557 | 2006 BH32              | 20 de gener de 2006    | Kitt Peak            | Spacewatch        |
| 268558 | 2006 BR33              | 21 de gener de 2006    | Kitt Peak            | Spacewatch        |
| 268559 | 2006 BH34              | 21 de gener de 2006    | Kitt Peak            | Spacewatch        |
| 268560 | 2006 BB38              | 23 de gener de 2006    | Kitt Peak            | Spacewatch        |
| 268561 | 2006 BX38              | 24 de gener de 2006    | Mount Lemmon         | Mt. Lemmon Survey |
| 268562 | 2006 BA40              | 20 de gener de 2006    | Kitt Peak            | Spacewatch        |
| 268563 | 2006 BK46              | 23 de gener de 2006    | Mount Lemmon         | Mt. Lemmon Survey |
| 268564 | 2006 BY47              | 25 de gener de 2006    | Kitt Peak            | Spacewatch        |
| 268565 | 2006 BS52              | 25 de gener de 2006    | Kitt Peak            | Spacewatch        |
| 268566 | 2006 BT59              | 25 de gener de 2006    | Kitt Peak            | Spacewatch        |
| 268567 | 2006 BX64              | 22 de gener de 2006    | Mount Lemmon         | Mt. Lemmon Survey |
| 268568 | 2006 BF66              | 23 de gener de 2006    | Kitt Peak            | Spacewatch        |
| 268569 | 2006 BN88              | 25 de gener de 2006    | Kitt Peak            | Spacewatch        |
| 268570 | 2006 BZ88              | 25 de gener de 2006    | Kitt Peak            | Spacewatch        |
| 268571 | 2006 BW90              | 26 de gener de 2006    | Socorro              | LINEAR            |
| 268572 | 2006 BV92              | 26 de gener de 2006    | Kitt Peak            | Spacewatch        |
| 268573 | 2006 BY97              | 27 de gener de 2006    | Catalina             | CSS               |
| 268574 | 2006 BO99              | 20 de gener de 2006    | Kitt Peak            | Spacewatch        |
| 268575 | 2006 BP102             | 23 de gener de 2006    | Mount Lemmon         | Mt. Lemmon Survey |
| 268576 | 2006 BU102             | 23 de gener de 2006    | Mount Lemmon         | Mt. Lemmon Survey |
| 268577 | 2006 BY102             | 23 de gener de 2006    | Mount Lemmon         | Mt. Lemmon Survey |
| 268578 | 2006 BO116             | 26 de gener de 2006    | Kitt Peak            | Spacewatch        |
| 268579 | 2006 BY121             | 26 de gener de 2006    | Kitt Peak            | Spacewatch        |
| 268580 | 2006 BT125             | 26 de gener de 2006    | Kitt Peak            | Spacewatch        |
| 268581 | 2006 BB126             | 26 de gener de 2006    | Kitt Peak            | Spacewatch        |
| 268582 | 2006 BD126             | 26 de gener de 2006    | Kitt Peak            | Spacewatch        |
| 268583 | 2006 BU132             | 26 de gener de 2006    | Kitt Peak            | Spacewatch        |
| 268584 | 2006 BG144             | 23 de gener de 2006    | Catalina             | CSS               |
| 268585 | 2006 BR145             | 23 de gener de 2006    | Catalina             | CSS               |
| 268586 | 2006 BL149             | 23 de gener de 2006    | Catalina             | CSS               |
| 268587 | 2006 BM161             | 26 de gener de 2006    | Kitt Peak            | Spacewatch        |
| 268588 | 2006 BS169             | 26 de gener de 2006    | Mount Lemmon         | Mt. Lemmon Survey |
| 268589 | 2006 BC180             | 27 de gener de 2006    | Mount Lemmon         | Mt. Lemmon Survey |
| 268590 | 2006 BB191             | 28 de gener de 2006    | Mount Lemmon         | Mt. Lemmon Survey |
| 268591 | 2006 BM199             | 30 de gener de 2006    | Kitt Peak            | Spacewatch        |
| 268592 | 2006 BP200             | 31 de gener de 2006    | Kitt Peak            | Spacewatch        |
| 268593 | 2006 BO206             | 31 de gener de 2006    | Mount Lemmon         | Mt. Lemmon Survey |
| 268594 | 2006 BJ210             | 31 de gener de 2006    | Catalina             | CSS               |
| 268595 | 2006 BH221             | 30 de gener de 2006    | Kitt Peak            | Spacewatch        |
| 268596 | 2006 BG223             | 30 de gener de 2006    | Kitt Peak            | Spacewatch        |
| 268597 | 2006 BK242             | 31 de gener de 2006    | Kitt Peak            | Spacewatch        |
| 268598 | 2006 BQ242             | 31 de gener de 2006    | Kitt Peak            | Spacewatch        |
| 268599 | 2006 BB245             | 31 de gener de 2006    | Kitt Peak            | Spacewatch        |
| 268600 | 2006 BB247             | 31 de gener de 2006    | Kitt Peak            | Spacewatch        |

## 268601-268700
| Nom          | Designació provisional | Data de descobriment | Lloc de descobriment | Descobridor/s        |
| ------------ | ---------------------- | -------------------- | -------------------- | -------------------- |
| 268601       | 2006 BN247             | 31 de gener de 2006  | Kitt Peak            | Spacewatch           |
| 268602       | 2006 BA251             | 31 de gener de 2006  | Mount Lemmon         | Mt. Lemmon Survey    |
| 268603       | 2006 BJ253             | 31 de gener de 2006  | Kitt Peak            | Spacewatch           |
| 268604       | 2006 BO254             | 31 de gener de 2006  | Kitt Peak            | Spacewatch           |
| 268605       | 2006 BA256             | 31 de gener de 2006  | Kitt Peak            | Spacewatch           |
| 268606       | 2006 BK256             | 31 de gener de 2006  | Kitt Peak            | Spacewatch           |
| 268607       | 2006 BJ260             | 31 de gener de 2006  | Kitt Peak            | Spacewatch           |
| 268608       | 2006 BT265             | 31 de gener de 2006  | Kitt Peak            | Spacewatch           |
| 268609       | 2006 BS266             | 25 de gener de 2006  | Anderson Mesa        | LONEOS               |
| 268610       | 2006 BR283             | 22 de gener de 2006  | Mount Lemmon         | Mt. Lemmon Survey    |
| 268611       | 2006 CY30              | 2 de febrer de 2006  | Kitt Peak            | Spacewatch           |
| 268612       | 2006 CK42              | 2 de febrer de 2006  | Kitt Peak            | Spacewatch           |
| 268613       | 2006 CZ43              | 2 de febrer de 2006  | Kitt Peak            | Spacewatch           |
| 268614       | 2006 CT46              | 3 de febrer de 2006  | Kitt Peak            | Spacewatch           |
| 268615       | 2006 CG51              | 4 de febrer de 2006  | Kitt Peak            | Spacewatch           |
| 268616       | 2006 CK65              | 2 de febrer de 2006  | Kitt Peak            | Spacewatch           |
| 268617       | 2006 CE67              | 4 de febrer de 2006  | Mount Lemmon         | Mt. Lemmon Survey    |
| 268618       | 2006 CF67              | 7 de febrer de 2006  | Mount Lemmon         | Mt. Lemmon Survey    |
| 268619       | 2006 CW67              | 7 de febrer de 2006  | Mount Lemmon         | Mt. Lemmon Survey    |
| 268620       | 2006 DZ3               | 20 de febrer de 2006 | Catalina             | CSS                  |
| 268621       | 2006 DA6               | 20 de febrer de 2006 | Catalina             | CSS                  |
| 268622       | 2006 DX20              | 20 de febrer de 2006 | Catalina             | CSS                  |
| 268623       | 2006 DT22              | 20 de febrer de 2006 | Kitt Peak            | Spacewatch           |
| 268624       | 2006 DF23              | 20 de febrer de 2006 | Kitt Peak            | Spacewatch           |
| 268625       | 2006 DD24              | 20 de febrer de 2006 | Kitt Peak            | Spacewatch           |
| 268626       | 2006 DS28              | 20 de febrer de 2006 | Kitt Peak            | Spacewatch           |
| 268627       | 2006 DR29              | 20 de febrer de 2006 | Kitt Peak            | Spacewatch           |
| 268628       | 2006 DE30              | 20 de febrer de 2006 | Kitt Peak            | Spacewatch           |
| 268629       | 2006 DK30              | 20 de febrer de 2006 | Kitt Peak            | Spacewatch           |
| 268630       | 2006 DC36              | 20 de febrer de 2006 | Kitt Peak            | Spacewatch           |
| 268631       | 2006 DK46              | 20 de febrer de 2006 | Mount Lemmon         | Mt. Lemmon Survey    |
| 268632       | 2006 DG58              | 24 de febrer de 2006 | Mount Lemmon         | Mt. Lemmon Survey    |
| 268633       | 2006 DG69              | 20 de febrer de 2006 | Kitt Peak            | Spacewatch           |
| 268634       | 2006 DU88              | 24 de febrer de 2006 | Kitt Peak            | Spacewatch           |
| 268635       | 2006 DG96              | 24 de febrer de 2006 | Kitt Peak            | Spacewatch           |
| 268636       | 2006 DS101             | 25 de febrer de 2006 | Kitt Peak            | Spacewatch           |
| 268637       | 2006 DL106             | 25 de febrer de 2006 | Mount Lemmon         | Mt. Lemmon Survey    |
| 268638       | 2006 DW109             | 25 de febrer de 2006 | Mount Lemmon         | Mt. Lemmon Survey    |
| 268639       | 2006 DE114             | 27 de febrer de 2006 | Socorro              | LINEAR               |
| 268640       | 2006 DP115             | 27 de febrer de 2006 | Kitt Peak            | Spacewatch           |
| 268641       | 2006 DR116             | 27 de febrer de 2006 | Catalina             | CSS                  |
| 268642       | 2006 DV119             | 20 de febrer de 2006 | Socorro              | LINEAR               |
| 268643       | 2006 DR126             | 25 de febrer de 2006 | Kitt Peak            | Spacewatch           |
| 268644       | 2006 DA132             | 25 de febrer de 2006 | Kitt Peak            | Spacewatch           |
| 268645       | 2006 DS133             | 25 de febrer de 2006 | Kitt Peak            | Spacewatch           |
| 268646       | 2006 DD141             | 25 de febrer de 2006 | Kitt Peak            | Spacewatch           |
| 268647       | 2006 DS146             | 25 de febrer de 2006 | Kitt Peak            | Spacewatch           |
| 268648       | 2006 DK156             | 27 de febrer de 2006 | Kitt Peak            | Spacewatch           |
| 268649       | 2006 DN175             | 27 de febrer de 2006 | Mount Lemmon         | Mt. Lemmon Survey    |
| 268650       | 2006 DC189             | 27 de febrer de 2006 | Kitt Peak            | Spacewatch           |
| 268651       | 2006 DG192             | 27 de febrer de 2006 | Kitt Peak            | Spacewatch           |
| 268652       | 2006 DT203             | 22 de febrer de 2006 | Catalina             | CSS                  |
| 268653       | 2006 DT212             | 23 de febrer de 2006 | Mount Lemmon         | Mt. Lemmon Survey    |
| 268654       | 2006 DA215             | 25 de febrer de 2006 | Kitt Peak            | Spacewatch           |
| 268655       | 2006 DW215             | 25 de febrer de 2006 | Mount Lemmon         | Mt. Lemmon Survey    |
| 268656       | 2006 DS216             | 20 de febrer de 2006 | Kitt Peak            | Spacewatch           |
| 268657       | 2006 EB2               | 18 d'octubre de 2003 | Anderson Mesa        | LONEOS               |
| 268658       | 2006 EG6               | 2 de març de 2006    | Kitt Peak            | Spacewatch           |
| 268659       | 2006 EL19              | 2 de març de 2006    | Kitt Peak            | Spacewatch           |
| 268660       | 2006 EX20              | 3 de març de 2006    | Kitt Peak            | Spacewatch           |
| 268661       | 2006 ES22              | 3 de març de 2006    | Kitt Peak            | Spacewatch           |
| 268662       | 2006 EW29              | 3 de març de 2006    | Kitt Peak            | Spacewatch           |
| 268663       | 2006 EE36              | 3 de març de 2006    | Mount Lemmon         | Mt. Lemmon Survey    |
| 268664       | 2006 ED43              | 4 de març de 2006    | Catalina             | CSS                  |
| 268665       | 2006 EC58              | 5 de març de 2006    | Kitt Peak            | Spacewatch           |
| 268666       | 2006 EC60              | 5 de març de 2006    | Kitt Peak            | Spacewatch           |
| 268667       | 2006 EQ65              | 5 de març de 2006    | Kitt Peak            | Spacewatch           |
| 268668       | 2006 EZ71              | 4 de març de 2006    | Kitt Peak            | Spacewatch           |
| 268669 Bunun | 2006 FA                | 18 de març de 2006   | Lulin                | Q.-z. Ye             |
| 268670       | 2006 FS7               | 23 de març de 2006   | Kitt Peak            | Spacewatch           |
| 268671       | 2006 FP10              | 21 de març de 2006   | Mount Lemmon         | Mt. Lemmon Survey    |
| 268672       | 2006 FT14              | 23 de març de 2006   | Kitt Peak            | Spacewatch           |
| 268673       | 2006 FF15              | 23 de març de 2006   | Catalina             | CSS                  |
| 268674       | 2006 FJ17              | 23 de març de 2006   | Mount Lemmon         | Mt. Lemmon Survey    |
| 268675       | 2006 FM17              | 23 de març de 2006   | Mount Lemmon         | Mt. Lemmon Survey    |
| 268676       | 2006 FM31              | 25 de març de 2006   | Mount Lemmon         | Mt. Lemmon Survey    |
| 268677       | 2006 FO37              | 24 de març de 2006   | Siding Spring        | Siding Spring Survey |
| 268678       | 2006 FJ38              | 23 de març de 2006   | Kitt Peak            | Spacewatch           |
| 268679       | 2006 FQ43              | 23 de març de 2006   | Catalina             | CSS                  |
| 268680       | 2006 FM44              | 23 de març de 2006   | Mount Lemmon         | Mt. Lemmon Survey    |
| 268681       | 2006 FF48              | 24 de març de 2006   | Anderson Mesa        | LONEOS               |
| 268682       | 2006 FO50              | 25 de març de 2006   | Catalina             | CSS                  |
| 268683       | 2006 FF52              | 26 de març de 2006   | Siding Spring        | Siding Spring Survey |
| 268684       | 2006 FJ53              | 25 de març de 2006   | Kitt Peak            | Spacewatch           |
| 268685       | 2006 FR54              | 26 de març de 2006   | Mount Lemmon         | Mt. Lemmon Survey    |
| 268686       | 2006 GW                | 2 d'abril de 2006    | Vallemare Borbon     | V. S. Casulli        |
| 268687       | 2006 GL21              | 2 d'abril de 2006    | Mount Lemmon         | Mt. Lemmon Survey    |
| 268688       | 2006 GO23              | 2 d'abril de 2006    | Kitt Peak            | Spacewatch           |
| 268689       | 2006 GO26              | 2 d'abril de 2006    | Kitt Peak            | Spacewatch           |
| 268690       | 2006 GF27              | 2 d'abril de 2006    | Kitt Peak            | Spacewatch           |
| 268691       | 2006 GK31              | 2 d'abril de 2006    | Kitt Peak            | Spacewatch           |
| 268692       | 2006 GZ40              | 7 d'abril de 2006    | Catalina             | CSS                  |
| 268693       | 2006 GN42              | 6 d'abril de 2006    | Catalina             | CSS                  |
| 268694       | 2006 GK46              | 8 d'abril de 2006    | Kitt Peak            | Spacewatch           |
| 268695       | 2006 GO48              | 9 d'abril de 2006    | Kitt Peak            | Spacewatch           |
| 268696       | 2006 GS50              | 1 d'abril de 2006    | Siding Spring        | Siding Spring Survey |
| 268697       | 2006 GP51              | 7 d'abril de 2006    | Catalina             | CSS                  |
| 268698       | 2006 GA52              | 7 d'abril de 2006    | Siding Spring        | Siding Spring Survey |
| 268699       | 2006 HW4               | 19 d'abril de 2006   | Mount Lemmon         | Mt. Lemmon Survey    |
| 268700       | 2006 HP6               | 18 d'abril de 2006   | Anderson Mesa        | LONEOS               |

## 268701-268800
| Nom    | Designació provisional | Data de descobriment   | Lloc de descobriment | Descobridor/s     |
| ------ | ---------------------- | ---------------------- | -------------------- | ----------------- |
| 268701 | 2006 HG12              | 19 d'abril de 2006     | Kitt Peak            | Spacewatch        |
| 268702 | 2006 HJ16              | 20 d'abril de 2006     | Kitt Peak            | Spacewatch        |
| 268703 | 2006 HV17              | 20 d'abril de 2006     | Anderson Mesa        | LONEOS            |
| 268704 | 2006 HZ19              | 19 d'abril de 2006     | Mount Lemmon         | Mt. Lemmon Survey |
| 268705 | 2006 HB21              | 20 d'abril de 2006     | Kitt Peak            | Spacewatch        |
| 268706 | 2006 HD23              | 20 d'abril de 2006     | Kitt Peak            | Spacewatch        |
| 268707 | 2006 HD28              | 20 d'abril de 2006     | Kitt Peak            | Spacewatch        |
| 268708 | 2006 HA32              | 19 d'abril de 2006     | Kitt Peak            | Spacewatch        |
| 268709 | 2006 HM33              | 19 d'abril de 2006     | Mount Lemmon         | Mt. Lemmon Survey |
| 268710 | 2006 HP40              | 21 d'abril de 2006     | Mount Lemmon         | Mt. Lemmon Survey |
| 268711 | 2006 HH44              | 24 d'abril de 2006     | Mount Lemmon         | Mt. Lemmon Survey |
| 268712 | 2006 HF46              | 25 d'abril de 2006     | Catalina             | CSS               |
| 268713 | 2006 HK47              | 24 d'abril de 2006     | Kitt Peak            | Spacewatch        |
| 268714 | 2006 HN51              | 24 d'abril de 2006     | Reedy Creek          | J. Broughton      |
| 268715 | 2006 HT56              | 19 d'abril de 2006     | Catalina             | CSS               |
| 268716 | 2006 HL57              | 18 d'abril de 2006     | Catalina             | CSS               |
| 268717 | 2006 HT60              | 27 d'abril de 2006     | Catalina             | CSS               |
| 268718 | 2006 HH61              | 24 d'abril de 2006     | Kitt Peak            | Spacewatch        |
| 268719 | 2006 HS70              | 25 d'abril de 2006     | Kitt Peak            | Spacewatch        |
| 268720 | 2006 HX71              | 25 d'abril de 2006     | Kitt Peak            | Spacewatch        |
| 268721 | 2006 HR75              | 25 d'abril de 2006     | Kitt Peak            | Spacewatch        |
| 268722 | 2006 HG85              | 27 d'abril de 2006     | Kitt Peak            | Spacewatch        |
| 268723 | 2006 HP105             | 26 d'abril de 2006     | Anderson Mesa        | LONEOS            |
| 268724 | 2006 HW114             | 26 d'abril de 2006     | Kitt Peak            | Spacewatch        |
| 268725 | 2006 HQ135             | 26 d'abril de 2006     | Cerro Tololo         | M. W. Buie        |
| 268726 | 2006 HV137             | 26 d'abril de 2006     | Cerro Tololo         | M. W. Buie        |
| 268727 | 2006 JK51              | 2 de maig de 2006      | Kitt Peak            | Spacewatch        |
| 268728 | 2006 JX52              | 6 de maig de 2006      | Mount Lemmon         | Mt. Lemmon Survey |
| 268729 | 2006 JF56              | 2 de maig de 2006      | Catalina             | CSS               |
| 268730 | 2006 KU5               | 19 de maig de 2006     | Mount Lemmon         | Mt. Lemmon Survey |
| 268731 | 2006 KQ6               | 19 de maig de 2006     | Mount Lemmon         | Mt. Lemmon Survey |
| 268732 | 2006 KZ14              | 20 de maig de 2006     | Palomar              | NEAT              |
| 268733 | 2006 KJ17              | 20 de maig de 2006     | Palomar              | NEAT              |
| 268734 | 2006 KR37              | 23 de maig de 2006     | Kitt Peak            | Spacewatch        |
| 268735 | 2006 KY53              | 21 de maig de 2006     | Kitt Peak            | Spacewatch        |
| 268736 | 2006 KC63              | 23 de maig de 2006     | Kitt Peak            | Spacewatch        |
| 268737 | 2006 KB73              | 23 de maig de 2006     | Kitt Peak            | Spacewatch        |
| 268738 | 2006 KQ101             | 26 de maig de 2006     | Kitt Peak            | Spacewatch        |
| 268739 | 2006 KZ104             | 28 de maig de 2006     | Kitt Peak            | Spacewatch        |
| 268740 | 2006 KF110             | 31 de maig de 2006     | Mount Lemmon         | Mt. Lemmon Survey |
| 268741 | 2006 KF114             | 24 de maig de 2006     | Catalina             | CSS               |
| 268742 | 2006 KT117             | 31 de maig de 2006     | Mount Lemmon         | Mt. Lemmon Survey |
| 268743 | 2006 LU1               | 5 de juny de 2006      | Socorro              | LINEAR            |
| 268744 | 2006 MA2               | 16 de juny de 2006     | Kitt Peak            | Spacewatch        |
| 268745 | 2006 PN29              | 12 d'agost de 2006     | Palomar              | NEAT              |
| 268746 | 2006 QS24              | 17 d'agost de 2006     | Palomar              | NEAT              |
| 268747 | 2006 QK48              | 21 d'agost de 2006     | Socorro              | LINEAR            |
| 268748 | 2006 QB49              | 21 d'agost de 2006     | Palomar              | NEAT              |
| 268749 | 2006 QV64              | 27 d'agost de 2006     | Kitt Peak            | Spacewatch        |
| 268750 | 2006 QW65              | 27 d'agost de 2006     | Kitt Peak            | Spacewatch        |
| 268751 | 2006 QM77              | 22 d'agost de 2006     | Palomar              | NEAT              |
| 268752 | 2006 QX110             | 30 d'agost de 2006     | La Sagra             | La Sagra          |
| 268753 | 2006 QC137             | 29 d'agost de 2006     | Anderson Mesa        | LONEOS            |
| 268754 | 2006 QK137             | 31 d'agost de 2006     | Marly                | Observatoire Naef |
| 268755 | 2006 QM142             | 18 d'agost de 2006     | Palomar              | NEAT              |
| 268756 | 2006 RV22              | 15 de setembre de 2006 | Goodricke-Pigott     | R. A. Tucker      |
| 268757 | 2006 RT52              | 14 de setembre de 2006 | Kitt Peak            | Spacewatch        |
| 268758 | 2006 RL82              | 15 de setembre de 2006 | Kitt Peak            | Spacewatch        |
| 268759 | 2006 RY90              | 15 de setembre de 2006 | Kitt Peak            | Spacewatch        |
| 268760 | 2006 RO93              | 15 de setembre de 2006 | Kitt Peak            | Spacewatch        |
| 268761 | 2006 SN5               | 16 de setembre de 2006 | Palomar              | NEAT              |
| 268762 | 2006 SS61              | 17 de setembre de 2006 | Kitt Peak            | Spacewatch        |
| 268763 | 2006 ST61              | 17 de setembre de 2006 | Kitt Peak            | Spacewatch        |
| 268764 | 2006 SU95              | 18 de setembre de 2006 | Kitt Peak            | Spacewatch        |
| 268765 | 2006 SU118             | 24 de setembre de 2006 | Kitt Peak            | Spacewatch        |
| 268766 | 2006 SS185             | 25 de setembre de 2006 | Mount Lemmon         | Mt. Lemmon Survey |
| 268767 | 2006 SQ263             | 26 de setembre de 2006 | Kitt Peak            | Spacewatch        |
| 268768 | 2006 SS279             | 28 de setembre de 2006 | Catalina             | CSS               |
| 268769 | 2006 SH313             | 27 de setembre de 2006 | Kitt Peak            | Spacewatch        |
| 268770 | 2006 SQ325             | 27 de setembre de 2006 | Kitt Peak            | Spacewatch        |
| 268771 | 2006 SR327             | 27 de setembre de 2006 | Kitt Peak            | Spacewatch        |
| 268772 | 2006 SO344             | 28 de setembre de 2006 | Kitt Peak            | Spacewatch        |
| 268773 | 2006 SL363             | 30 de setembre de 2006 | Mount Lemmon         | Mt. Lemmon Survey |
| 268774 | 2006 SS364             | 28 de setembre de 2006 | Mount Lemmon         | Mt. Lemmon Survey |
| 268775 | 2006 SY387             | 30 de setembre de 2006 | Apache Point         | A. C. Becker      |
| 268776 | 2006 TQ13              | 10 d'octubre de 2006   | Palomar              | NEAT              |
| 268777 | 2006 TP16              | 11 d'octubre de 2006   | Kitt Peak            | Spacewatch        |
| 268778 | 2006 TA18              | 11 d'octubre de 2006   | Kitt Peak            | Spacewatch        |
| 268779 | 2006 TP27              | 12 d'octubre de 2006   | Kitt Peak            | Spacewatch        |
| 268780 | 2006 TS27              | 12 d'octubre de 2006   | Kitt Peak            | Spacewatch        |
| 268781 | 2006 TJ46              | 12 d'octubre de 2006   | Kitt Peak            | Spacewatch        |
| 268782 | 2006 TB49              | 12 d'octubre de 2006   | Palomar              | NEAT              |
| 268783 | 2006 TF58              | 13 d'octubre de 2006   | Kitt Peak            | Spacewatch        |
| 268784 | 2006 TK68              | 11 d'octubre de 2006   | Palomar              | NEAT              |
| 268785 | 2006 TP85              | 13 d'octubre de 2006   | Kitt Peak            | Spacewatch        |
| 268786 | 2006 TZ86              | 13 d'octubre de 2006   | Kitt Peak            | Spacewatch        |
| 268787 | 2006 TD92              | 13 d'octubre de 2006   | Kitt Peak            | Spacewatch        |
| 268788 | 2006 TC94              | 15 d'octubre de 2006   | Kitt Peak            | Spacewatch        |
| 268789 | 2006 TZ94              | 15 d'octubre de 2006   | San Marcello         | San Marcello      |
| 268790 | 2006 TH106             | 15 d'octubre de 2006   | Kitt Peak            | Spacewatch        |
| 268791 | 2006 UO4               | 16 d'octubre de 2006   | Kitt Peak            | Spacewatch        |
| 268792 | 2006 UO35              | 16 d'octubre de 2006   | Kitt Peak            | Spacewatch        |
| 268793 | 2006 UJ40              | 16 d'octubre de 2006   | Kitt Peak            | Spacewatch        |
| 268794 | 2006 UU103             | 18 d'octubre de 2006   | Kitt Peak            | Spacewatch        |
| 268795 | 2006 UB129             | 19 d'octubre de 2006   | Kitt Peak            | Spacewatch        |
| 268796 | 2006 UJ141             | 19 d'octubre de 2006   | Mount Lemmon         | Mt. Lemmon Survey |
| 268797 | 2006 UO177             | 16 d'octubre de 2006   | Catalina             | CSS               |
| 268798 | 2006 UC182             | 16 d'octubre de 2006   | Catalina             | CSS               |
| 268799 | 2006 UB187             | 19 d'octubre de 2006   | Catalina             | CSS               |
| 268800 | 2006 US192             | 19 d'octubre de 2006   | Catalina             | CSS               |

## 268801-268900
| Nom    | Designació provisional | Data de descobriment   | Lloc de descobriment | Descobridor/s       |
| ------ | ---------------------- | ---------------------- | -------------------- | ------------------- |
| 268801 | 2006 UG212             | 23 d'octubre de 2006   | Kitt Peak            | Spacewatch          |
| 268802 | 2006 US223             | 19 d'octubre de 2006   | Catalina             | CSS                 |
| 268803 | 2006 UJ233             | 21 d'octubre de 2006   | Palomar              | NEAT                |
| 268804 | 2006 UF249             | 27 d'octubre de 2006   | Mount Lemmon         | Mt. Lemmon Survey   |
| 268805 | 2006 UO265             | 27 d'octubre de 2006   | Catalina             | CSS                 |
| 268806 | 2006 UZ359             | 22 d'octubre de 2006   | Kitt Peak            | Spacewatch          |
| 268807 | 2006 VP2               | 3 de novembre de 2006  | Charleston           | Charleston          |
| 268808 | 2006 VG4               | 9 de novembre de 2006  | Kitt Peak            | Spacewatch          |
| 268809 | 2006 VV15              | 9 de novembre de 2006  | Kitt Peak            | Spacewatch          |
| 268810 | 2006 VL17              | 9 de novembre de 2006  | Kitt Peak            | Spacewatch          |
| 268811 | 2006 VC21              | 9 de novembre de 2006  | Lulin                | H.-C. Lin, Q.-z. Ye |
| 268812 | 2006 VS27              | 10 de novembre de 2006 | Kitt Peak            | Spacewatch          |
| 268813 | 2006 VO37              | 11 de novembre de 2006 | Catalina             | CSS                 |
| 268814 | 2006 VV45              | 14 de novembre de 2006 | La Sagra             | La Sagra            |
| 268815 | 2006 VC50              | 10 de novembre de 2006 | Kitt Peak            | Spacewatch          |
| 268816 | 2006 VU60              | 11 de novembre de 2006 | Kitt Peak            | Spacewatch          |
| 268817 | 2006 VQ68              | 11 de novembre de 2006 | Kitt Peak            | Spacewatch          |
| 268818 | 2006 VB70              | 11 de novembre de 2006 | Kitt Peak            | Spacewatch          |
| 268819 | 2006 VH75              | 11 de novembre de 2006 | Kitt Peak            | Spacewatch          |
| 268820 | 2006 VP98              | 11 de novembre de 2006 | Catalina             | CSS                 |
| 268821 | 2006 VT99              | 11 de novembre de 2006 | Catalina             | CSS                 |
| 268822 | 2006 VQ101             | 11 de novembre de 2006 | Kitt Peak            | Spacewatch          |
| 268823 | 2006 VT111             | 13 de novembre de 2006 | Kitt Peak            | Spacewatch          |
| 268824 | 2006 VY111             | 13 de novembre de 2006 | Kitt Peak            | Spacewatch          |
| 268825 | 2006 VP119             | 14 de novembre de 2006 | Kitt Peak            | Spacewatch          |
| 268826 | 2006 VS144             | 15 de novembre de 2006 | Catalina             | CSS                 |
| 268827 | 2006 VF150             | 9 de novembre de 2006  | Palomar              | NEAT                |
| 268828 | 2006 VD172             | 1 de novembre de 2006  | Mount Lemmon         | Mt. Lemmon Survey   |
| 268829 | 2006 WN10              | 16 de novembre de 2006 | Socorro              | LINEAR              |
| 268830 | 2006 WH11              | 16 de novembre de 2006 | Socorro              | LINEAR              |
| 268831 | 2006 WM34              | 16 de novembre de 2006 | Kitt Peak            | Spacewatch          |
| 268832 | 2006 WL39              | 16 de novembre de 2006 | Kitt Peak            | Spacewatch          |
| 268833 | 2006 WA60              | 17 de novembre de 2006 | Socorro              | LINEAR              |
| 268834 | 2006 WF68              | 17 de novembre de 2006 | Mount Lemmon         | Mt. Lemmon Survey   |
| 268835 | 2006 WY85              | 18 de novembre de 2006 | Kitt Peak            | Spacewatch          |
| 268836 | 2006 WY100             | 19 de novembre de 2006 | Socorro              | LINEAR              |
| 268837 | 2006 WS102             | 19 de novembre de 2006 | Kitt Peak            | Spacewatch          |
| 268838 | 2006 WR103             | 19 de novembre de 2006 | Kitt Peak            | Spacewatch          |
| 268839 | 2006 WN109             | 19 de novembre de 2006 | Kitt Peak            | Spacewatch          |
| 268840 | 2006 WF126             | 22 de novembre de 2006 | Catalina             | CSS                 |
| 268841 | 2006 WN127             | 23 de novembre de 2006 | Catalina             | CSS                 |
| 268842 | 2006 WK128             | 26 de novembre de 2006 | 7300                 | W. K. Y. Yeung      |
| 268843 | 2006 WA153             | 21 de novembre de 2006 | Mount Lemmon         | Mt. Lemmon Survey   |
| 268844 | 2006 WF158             | 22 de novembre de 2006 | Socorro              | LINEAR              |
| 268845 | 2006 WE174             | 23 de novembre de 2006 | Kitt Peak            | Spacewatch          |
| 268846 | 2006 WX198             | 21 de novembre de 2006 | Mount Lemmon         | Mt. Lemmon Survey   |
| 268847 | 2006 XZ4               | 12 de desembre de 2006 | Great Shefford       | P. Birtwhistle      |
| 268848 | 2006 XL8               | 9 de desembre de 2006  | Kitt Peak            | Spacewatch          |
| 268849 | 2006 XB15              | 10 de desembre de 2006 | Kitt Peak            | Spacewatch          |
| 268850 | 2006 XE23              | 12 de desembre de 2006 | Socorro              | LINEAR              |
| 268851 | 2006 XF28              | 13 de desembre de 2006 | Kitt Peak            | Spacewatch          |
| 268852 | 2006 XT28              | 13 de desembre de 2006 | Catalina             | CSS                 |
| 268853 | 2006 XX42              | 12 de desembre de 2006 | Mount Lemmon         | Mt. Lemmon Survey   |
| 268854 | 2006 XZ47              | 13 de desembre de 2006 | Mount Lemmon         | Mt. Lemmon Survey   |
| 268855 | 2006 XM49              | 13 de desembre de 2006 | Mount Lemmon         | Mt. Lemmon Survey   |
| 268856 | 2006 XY59              | 14 de desembre de 2006 | Kitt Peak            | Spacewatch          |
| 268857 | 2006 XC62              | 15 de desembre de 2006 | Kitt Peak            | Spacewatch          |
| 268858 | 2006 XV64              | 12 de desembre de 2006 | Palomar              | NEAT                |
| 268859 | 2006 XX67              | 12 de desembre de 2006 | Kitt Peak            | Spacewatch          |
| 268860 | 2006 XY68              | 11 de desembre de 2006 | Kitt Peak            | Spacewatch          |
| 268861 | 2006 XC69              | 13 de desembre de 2006 | Catalina             | CSS                 |
| 268862 | 2006 YO2               | 17 de desembre de 2006 | 7300                 | W. K. Y. Yeung      |
| 268863 | 2006 YJ6               | 17 de desembre de 2006 | Mount Lemmon         | Mt. Lemmon Survey   |
| 268864 | 2006 YL17              | 21 de desembre de 2006 | Palomar              | NEAT                |
| 268865 | 2006 YC19              | 24 de desembre de 2006 | Kitt Peak            | Spacewatch          |
| 268866 | 2006 YY34              | 21 de desembre de 2006 | Kitt Peak            | Spacewatch          |
| 268867 | 2006 YL38              | 21 de desembre de 2006 | Kitt Peak            | Spacewatch          |
| 268868 | 2006 YF45              | 21 de desembre de 2006 | Kitt Peak            | Spacewatch          |
| 268869 | 2006 YN49              | 21 de desembre de 2006 | Mount Lemmon         | Mt. Lemmon Survey   |
| 268870 | 2006 YC53              | 27 de desembre de 2006 | Mount Lemmon         | Mt. Lemmon Survey   |
| 268871 | 2007 AB10              | 8 de gener de 2007     | Mount Lemmon         | Mt. Lemmon Survey   |
| 268872 | 2007 AJ10              | 9 de gener de 2007     | Mount Lemmon         | Mt. Lemmon Survey   |
| 268873 | 2007 AK11              | 14 de gener de 2007    | Altschwendt          | W. Ries             |
| 268874 | 2007 AW17              | 14 de gener de 2007    | Nyukasa              | Nyukasa             |
| 268875 | 2007 AZ20              | 10 de gener de 2007    | Mount Lemmon         | Mt. Lemmon Survey   |
| 268876 | 2007 AU21              | 15 de gener de 2007    | Anderson Mesa        | LONEOS              |
| 268877 | 2007 AW23              | 10 de gener de 2007    | Mount Lemmon         | Mt. Lemmon Survey   |
| 268878 | 2007 AZ23              | 10 de gener de 2007    | Mount Lemmon         | Mt. Lemmon Survey   |
| 268879 | 2007 AK25              | 15 de gener de 2007    | Catalina             | CSS                 |
| 268880 | 2007 AD31              | 10 de gener de 2007    | Mount Lemmon         | Mt. Lemmon Survey   |
| 268881 | 2007 BY2               | 20 de gener de 2007    | Pla D'Arguines       | R. Ferrando         |
| 268882 | 2007 BQ3               | 16 de gener de 2007    | Socorro              | LINEAR              |
| 268883 | 2007 BN8               | 16 de gener de 2007    | Socorro              | LINEAR              |
| 268884 | 2007 BU8               | 17 de gener de 2007    | Kitt Peak            | Spacewatch          |
| 268885 | 2007 BH10              | 17 de gener de 2007    | Kitt Peak            | Spacewatch          |
| 268886 | 2007 BV13              | 17 de gener de 2007    | Kitt Peak            | Spacewatch          |
| 268887 | 2007 BS18              | 17 de gener de 2007    | Palomar              | NEAT                |
| 268888 | 2007 BS26              | 24 de gener de 2007    | Mount Lemmon         | Mt. Lemmon Survey   |
| 268889 | 2007 BW26              | 24 de gener de 2007    | Mount Lemmon         | Mt. Lemmon Survey   |
| 268890 | 2007 BM29              | 24 de gener de 2007    | Mount Lemmon         | Mt. Lemmon Survey   |
| 268891 | 2007 BY29              | 24 de gener de 2007    | Catalina             | CSS                 |
| 268892 | 2007 BD30              | 24 de gener de 2007    | Catalina             | CSS                 |
| 268893 | 2007 BY31              | 24 de gener de 2007    | Socorro              | LINEAR              |
| 268894 | 2007 BG40              | 24 de gener de 2007    | Mount Lemmon         | Mt. Lemmon Survey   |
| 268895 | 2007 BK41              | 24 de gener de 2007    | Mount Lemmon         | Mt. Lemmon Survey   |
| 268896 | 2007 BS41              | 24 de gener de 2007    | Catalina             | CSS                 |
| 268897 | 2007 BO42              | 24 de gener de 2007    | Catalina             | CSS                 |
| 268898 | 2007 BT49              | 25 de gener de 2007    | Kitt Peak            | Spacewatch          |
| 268899 | 2007 BY49              | 26 de gener de 2007    | Goodricke-Pigott     | R. A. Tucker        |
| 268900 | 2007 BF56              | 24 de gener de 2007    | Socorro              | LINEAR              |

## 268901-269000
| Nom    | Designació provisional | Data de descobriment | Lloc de descobriment | Descobridor/s       |
| ------ | ---------------------- | -------------------- | -------------------- | ------------------- |
| 268901 | 2007 BA57              | 24 de gener de 2007  | Socorro              | LINEAR              |
| 268902 | 2007 BH58              | 24 de gener de 2007  | Mount Lemmon         | Mt. Lemmon Survey   |
| 268903 | 2007 BQ74              | 17 de gener de 2007  | Kitt Peak            | Spacewatch          |
| 268904 | 2007 BX77              | 17 de gener de 2007  | Kitt Peak            | Spacewatch          |
| 268905 | 2007 CP                | 5 de febrer de 2007  | Palomar              | NEAT                |
| 268906 | 2007 CR3               | 6 de febrer de 2007  | Mount Lemmon         | Mt. Lemmon Survey   |
| 268907 | 2007 CW3               | 6 de febrer de 2007  | Mount Lemmon         | Mt. Lemmon Survey   |
| 268908 | 2007 CW6               | 6 de febrer de 2007  | Kitt Peak            | Spacewatch          |
| 268909 | 2007 CQ10              | 6 de febrer de 2007  | Mount Lemmon         | Mt. Lemmon Survey   |
| 268910 | 2007 CS11              | 6 de febrer de 2007  | Palomar              | NEAT                |
| 268911 | 2007 CO13              | 7 de febrer de 2007  | Catalina             | CSS                 |
| 268912 | 2007 CS15              | 6 de febrer de 2007  | Palomar              | NEAT                |
| 268913 | 2007 CO17              | 8 de febrer de 2007  | Mount Lemmon         | Mt. Lemmon Survey   |
| 268914 | 2007 CM19              | 5 de febrer de 2007  | Lulin                | H.-C. Lin, Q.-z. Ye |
| 268915 | 2007 CF23              | 7 de febrer de 2007  | Palomar              | NEAT                |
| 268916 | 2007 CB24              | 8 de febrer de 2007  | Kitt Peak            | Spacewatch          |
| 268917 | 2007 CD27              | 8 de febrer de 2007  | Palomar              | NEAT                |
| 268918 | 2007 CW37              | 6 de febrer de 2007  | Mount Lemmon         | Mt. Lemmon Survey   |
| 268919 | 2007 CO41              | 7 de febrer de 2007  | Mount Lemmon         | Mt. Lemmon Survey   |
| 268920 | 2007 CH43              | 8 de febrer de 2007  | Palomar              | NEAT                |
| 268921 | 2007 CW44              | 8 de febrer de 2007  | Palomar              | NEAT                |
| 268922 | 2007 CK45              | 8 de febrer de 2007  | Palomar              | NEAT                |
| 268923 | 2007 CT45              | 8 de febrer de 2007  | Palomar              | NEAT                |
| 268924 | 2007 CO51              | 8 de febrer de 2007  | Palomar              | NEAT                |
| 268925 | 2007 CP51              | 8 de febrer de 2007  | Palomar              | NEAT                |
| 268926 | 2007 CA56              | 13 de febrer de 2007 | Socorro              | LINEAR              |
| 268927 | 2007 DR1               | 16 de febrer de 2007 | Mount Lemmon         | Mt. Lemmon Survey   |
| 268928 | 2007 DE4               | 16 de febrer de 2007 | Mount Lemmon         | Mt. Lemmon Survey   |
| 268929 | 2007 DA9               | 17 de febrer de 2007 | Kitt Peak            | Spacewatch          |
| 268930 | 2007 DT9               | 17 de febrer de 2007 | Socorro              | LINEAR              |
| 268931 | 2007 DE10              | 17 de febrer de 2007 | Kitt Peak            | Spacewatch          |
| 268932 | 2007 DJ10              | 17 de febrer de 2007 | Kitt Peak            | Spacewatch          |
| 268933 | 2007 DT13              | 17 de febrer de 2007 | Kitt Peak            | Spacewatch          |
| 268934 | 2007 DX13              | 17 de febrer de 2007 | Kitt Peak            | Spacewatch          |
| 268935 | 2007 DW20              | 17 de febrer de 2007 | Kitt Peak            | Spacewatch          |
| 268936 | 2007 DV21              | 17 de febrer de 2007 | Kitt Peak            | Spacewatch          |
| 268937 | 2007 DX23              | 17 de febrer de 2007 | Kitt Peak            | Spacewatch          |
| 268938 | 2007 DD27              | 17 de febrer de 2007 | Kitt Peak            | Spacewatch          |
| 268939 | 2007 DC28              | 17 de febrer de 2007 | Kitt Peak            | Spacewatch          |
| 268940 | 2007 DS28              | 17 de febrer de 2007 | Kitt Peak            | Spacewatch          |
| 268941 | 2007 DN33              | 17 de febrer de 2007 | Kitt Peak            | Spacewatch          |
| 268942 | 2007 DE37              | 17 de febrer de 2007 | Kitt Peak            | Spacewatch          |
| 268943 | 2007 DF38              | 17 de febrer de 2007 | Kitt Peak            | Spacewatch          |
| 268944 | 2007 DH39              | 17 de febrer de 2007 | Kitt Peak            | Spacewatch          |
| 268945 | 2007 DR42              | 17 de febrer de 2007 | Mount Lemmon         | Mt. Lemmon Survey   |
| 268946 | 2007 DQ44              | 17 de febrer de 2007 | Palomar              | NEAT                |
| 268947 | 2007 DU44              | 17 de febrer de 2007 | Catalina             | CSS                 |
| 268948 | 2007 DS46              | 21 de febrer de 2007 | Mount Lemmon         | Mt. Lemmon Survey   |
| 268949 | 2007 DZ49              | 16 de febrer de 2007 | Palomar              | NEAT                |
| 268950 | 2007 DJ51              | 17 de febrer de 2007 | Catalina             | CSS                 |
| 268951 | 2007 DW53              | 19 de febrer de 2007 | Mount Lemmon         | Mt. Lemmon Survey   |
| 268952 | 2007 DG55              | 21 de febrer de 2007 | Socorro              | LINEAR              |
| 268953 | 2007 DL74              | 21 de febrer de 2007 | Mount Lemmon         | Mt. Lemmon Survey   |
| 268954 | 2007 DU76              | 22 de febrer de 2007 | Anderson Mesa        | LONEOS              |
| 268955 | 2007 DS77              | 22 de febrer de 2007 | Socorro              | LINEAR              |
| 268956 | 2007 DU78              | 23 de febrer de 2007 | Kitt Peak            | Spacewatch          |
| 268957 | 2007 DQ94              | 23 de febrer de 2007 | Kitt Peak            | Spacewatch          |
| 268958 | 2007 DD98              | 25 de febrer de 2007 | Mount Lemmon         | Mt. Lemmon Survey   |
| 268959 | 2007 DG98              | 25 de febrer de 2007 | Mount Lemmon         | Mt. Lemmon Survey   |
| 268960 | 2007 DV105             | 20 de febrer de 2007 | Lulin                | LUSS                |
| 268961 | 2007 DR109             | 17 de febrer de 2007 | Mount Lemmon         | Mt. Lemmon Survey   |
| 268962 | 2007 EL6               | 9 de març de 2007    | Mount Lemmon         | Mt. Lemmon Survey   |
| 268963 | 2007 EP11              | 9 de març de 2007    | Nashville            | R. Clingan          |
| 268964 | 2007 EB16              | 9 de març de 2007    | Mount Lemmon         | Mt. Lemmon Survey   |
| 268965 | 2007 EL17              | 9 de març de 2007    | Mount Lemmon         | Mt. Lemmon Survey   |
| 268966 | 2007 EJ18              | 9 de març de 2007    | Kitt Peak            | Spacewatch          |
| 268967 | 2007 EY20              | 10 de març de 2007   | Kitt Peak            | Spacewatch          |
| 268968 | 2007 EY23              | 10 de març de 2007   | Mount Lemmon         | Mt. Lemmon Survey   |
| 268969 | 2007 EZ24              | 10 de març de 2007   | Mount Lemmon         | Mt. Lemmon Survey   |
| 268970 | 2007 EC25              | 10 de març de 2007   | Mount Lemmon         | Mt. Lemmon Survey   |
| 268971 | 2007 ED28              | 31 de març de 2003   | Kitt Peak            | Spacewatch          |
| 268972 | 2007 EQ31              | 10 de març de 2007   | Kitt Peak            | Spacewatch          |
| 268973 | 2007 EZ31              | 10 de març de 2007   | Kitt Peak            | Spacewatch          |
| 268974 | 2007 EQ40              | 9 de març de 2007    | Kitt Peak            | Spacewatch          |
| 268975 | 2007 EK42              | 9 de març de 2007    | Kitt Peak            | Spacewatch          |
| 268976 | 2007 EG45              | 9 de març de 2007    | Kitt Peak            | Spacewatch          |
| 268977 | 2007 EM52              | 11 de març de 2007   | Catalina             | CSS                 |
| 268978 | 2007 EW53              | 11 de març de 2007   | Mount Lemmon         | Mt. Lemmon Survey   |
| 268979 | 2007 EG54              | 11 de març de 2007   | Mount Lemmon         | Mt. Lemmon Survey   |
| 268980 | 2007 EF65              | 10 de març de 2007   | Kitt Peak            | Spacewatch          |
| 268981 | 2007 EU67              | 10 de març de 2007   | Kitt Peak            | Spacewatch          |
| 268982 | 2007 EK69              | 10 de març de 2007   | Kitt Peak            | Spacewatch          |
| 268983 | 2007 EO70              | 10 de març de 2007   | Kitt Peak            | Spacewatch          |
| 268984 | 2007 EY78              | 10 de març de 2007   | Palomar              | NEAT                |
| 268985 | 2007 EH80              | 10 de març de 2007   | Mount Lemmon         | Mt. Lemmon Survey   |
| 268986 | 2007 EC83              | 12 de març de 2007   | Kitt Peak            | Spacewatch          |
| 268987 | 2007 EG87              | 13 de març de 2007   | Mount Lemmon         | Mt. Lemmon Survey   |
| 268988 | 2007 EC89              | 9 de març de 2007    | Kitt Peak            | Spacewatch          |
| 268989 | 2007 EM90              | 9 de març de 2007    | Mount Lemmon         | Mt. Lemmon Survey   |
| 268990 | 2007 EG91              | 9 de març de 2007    | Catalina             | CSS                 |
| 268991 | 2007 EE98              | 7 d'abril de 2003    | Kitt Peak            | Spacewatch          |
| 268992 | 2007 EZ98              | 11 de març de 2007   | Kitt Peak            | Spacewatch          |
| 268993 | 2007 ED101             | 11 de març de 2007   | Kitt Peak            | Spacewatch          |
| 268994 | 2007 EE101             | 11 de març de 2007   | Kitt Peak            | Spacewatch          |
| 268995 | 2007 ER101             | 11 de març de 2007   | Kitt Peak            | Spacewatch          |
| 268996 | 2007 EG105             | 11 de març de 2007   | Mount Lemmon         | Mt. Lemmon Survey   |
| 268997 | 2007 EJ105             | 11 de març de 2007   | Mount Lemmon         | Mt. Lemmon Survey   |
| 268998 | 2007 ES108             | 11 de març de 2007   | Kitt Peak            | Spacewatch          |
| 268999 | 2007 EL109             | 11 de març de 2007   | Kitt Peak            | Spacewatch          |
| 269000 | 2007 EL113             | 12 de març de 2007   | Kitt Peak            | Spacewatch          |